# Adventní a vánoční vazba

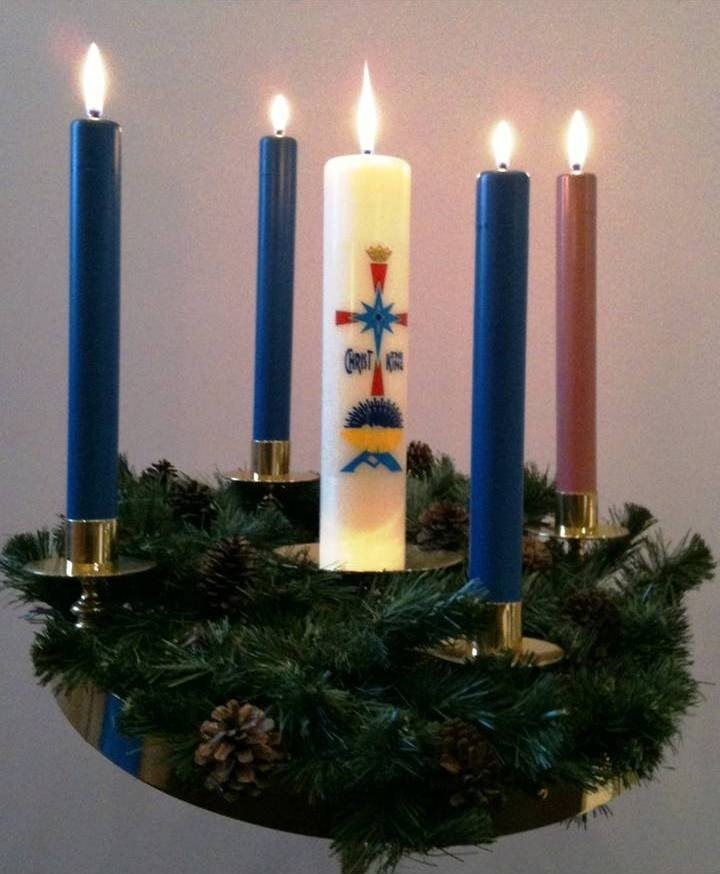
Adventní věnec, jedna z možných variant

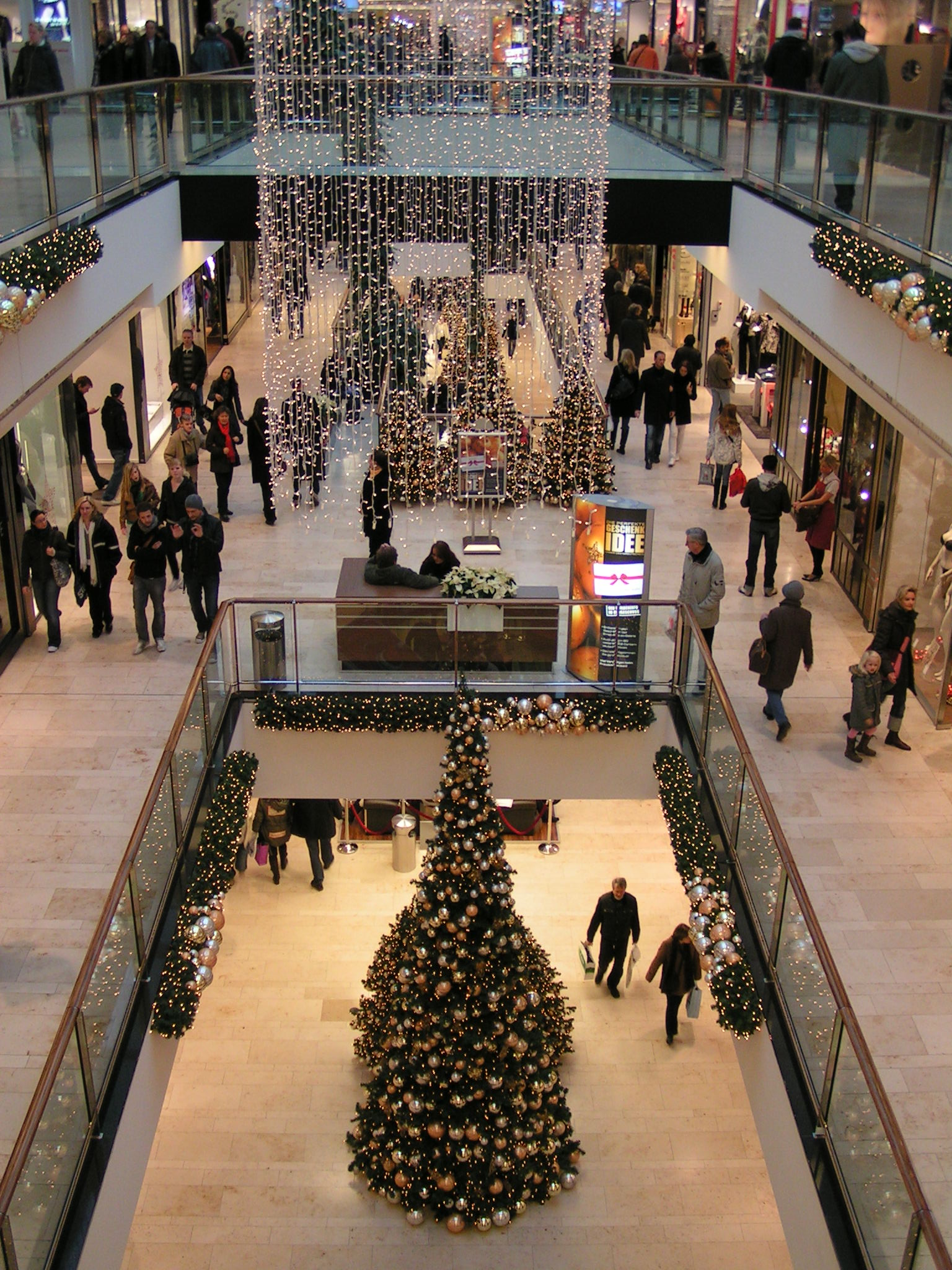
Vánoční ozdoby v Ernst-August-Galerii v Hannoveru (Advent 2009)

Adventní a vánoční vazba je způsob seskupení rostlin a hmot pomocí aranžování a je vzhledově i použitým materiálem typická, upravená jako dekorace při oslavě adventu, Vánoc a období během počátku nového roku. Adventní a vánoční vazba je zdobena přízdobami, které mají nejen dekorativní charakter ale jsou i symboly a řídí se křesťanskými, židovskými a pohanskými tradicemi, církevními předpisy, církevní mystikou a pověrami. Adventní a vánoční vazba také bývá používána jako součást církevní liturgie. Slouží ale především k dekoraci obydlí, společenských prostor i veřejných prostranství během Adventu a Vánoc. Jakékoliv vazby a aranžmá, včetně smuteční a dárkové vazby, v tomto období bývají obvykle ovlivněny tradicemi a atmosférou svátků a zohledněno provedení v souladu s uvedenými svátečními zvyky. Některé z uvedených dekorací jsou používány se zapálenými svíčkami, nebo v jejich blízkosti, což bývá zdrojem bezpečnostních rizik. Vánoční a adventní dekorace si v ČR v 21. století často připravují i sami uživatelé.
Češi patří mezi nejvíce ateistické/nevěřící národy na Zemi. Náboženské tradice nejsou široce dodržovány, a vánoční praktiky mají mnoho výstředních prvků navazujících na místní tradice. Vánoce nejsou spojeny s křesťanstvím v rozsahu, který je jinde, jsou v ČR více sekularizovány a společně slaveny i nekřesťany, ateisty a bezvěrci.
Vánoční dekorace v ČR jsou vzhledově poměrně typické a ustálené. Tradiční barvy používané v době Vánoc jsou zelená, bílá, zlatá, červená. Mnohdy ale bývají používány takové barvy a styly, které lépe vytvoří v daném interiéru příjemnou, sváteční a zimní atmosféru.

## Tradice
Ne všechny tradice jsou rozšířeny ve všech oblastech, kde jsou slaveny Vánoce.

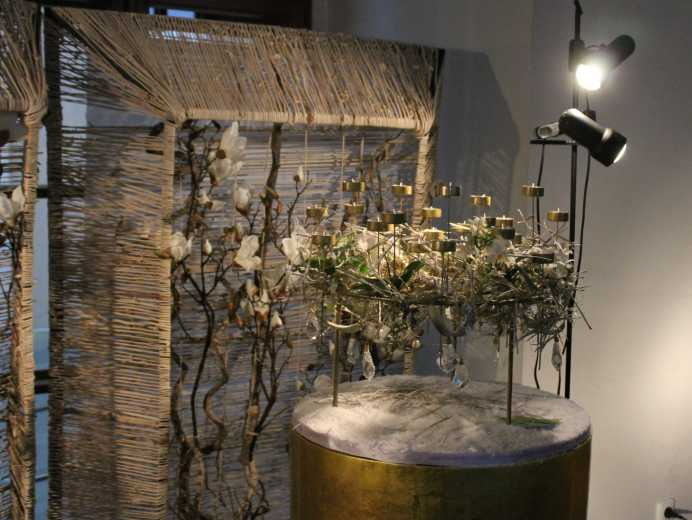
Adventní věnec s 24 svíčkami, což odpovídá počtu dní od adventu do Vánoc

### Advent
Kromě adventních věnců se vily i prosté věnce bez svící z různých rostlin, které měly symbolický význam. Většinou měly zajistit svému majiteli štěstí, lásku, zdraví a bohatství. Samotný adventní věnec se v dnešní době svojí podobou vzdálil od podoby původní, stále má ale vyjadřovat zastavení, radost a očekávání.
Na svátek sv. Barbory, tzn. 4. prosinec, se vžila tradice řezání „barborek“, tj. větviček jakýchkoli stromů a keřů, které mohou do Vánoc rozkvést, nejčastěji třešňových, ale i z jiných ovocných stromů, kaštanu, dřínu apod. „Barborka“, která rozkvetla o Vánocích, přinášela do domu štěstí a děvčatům na vdávání předpovídala svatbu. I svatá Barbora přinášela v předvečer svého svátku dárky, podobně jako svatý Mikuláš odměňovala hodné a kárala zlobivé děti.
V době adventu si lidé rádi zdobí svoje domovy jmelím, které má podle tradice přinášet štěstí a požehnání do domu, podle Keltů také plodnost. Políbení pod větvičkou jmelí má zajistit vzájemnou lásku až do příštích Vánoc.
V zemích s keltskou tradicí se k adventní a vánoční výzdobě používá také cesmína a břečťan, které mají chránit domov před čarodějnicemi a zlými duchy.

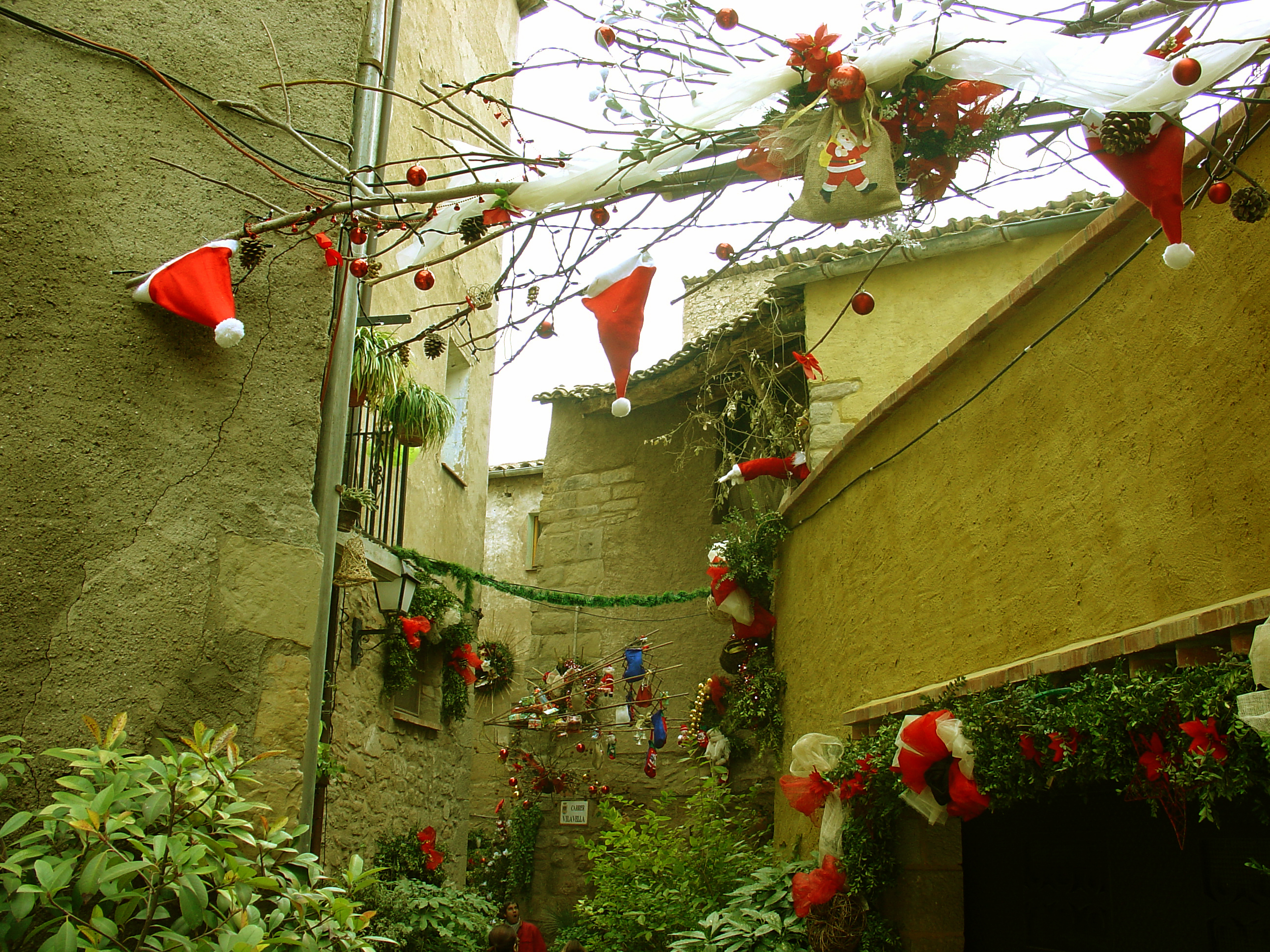
Vánoční dekorace, Španělsko

Pečení tradiční medové perníčků v adventní době má v českých zemích tradici pravděpodobně od 12. století. Kromě jejich přímé konzumace byly používány k ozdobení vánočního stromku také je pečen perníkový adventní věnec. V této době se připravuje také vánoční cukroví, které má svůj původ v pohanské tradici oslav slunovratu. I vánoční cukroví nebo jeho napodobeniny mohou být součástí výzdoby v tomto období.
Na počátku 21. století si zejména děti od začátku prosince otevírají adventní kalendář, který jim připomíná, že Vánoce se blíží a i ony musí svým způsobem dodržovat půst – být „hodné“, aby jim Ježíšek přinesl dárky. Adventní kalendář bývá ozdobně upravován aranžéry květin jako adventní ozdoba pro děti.

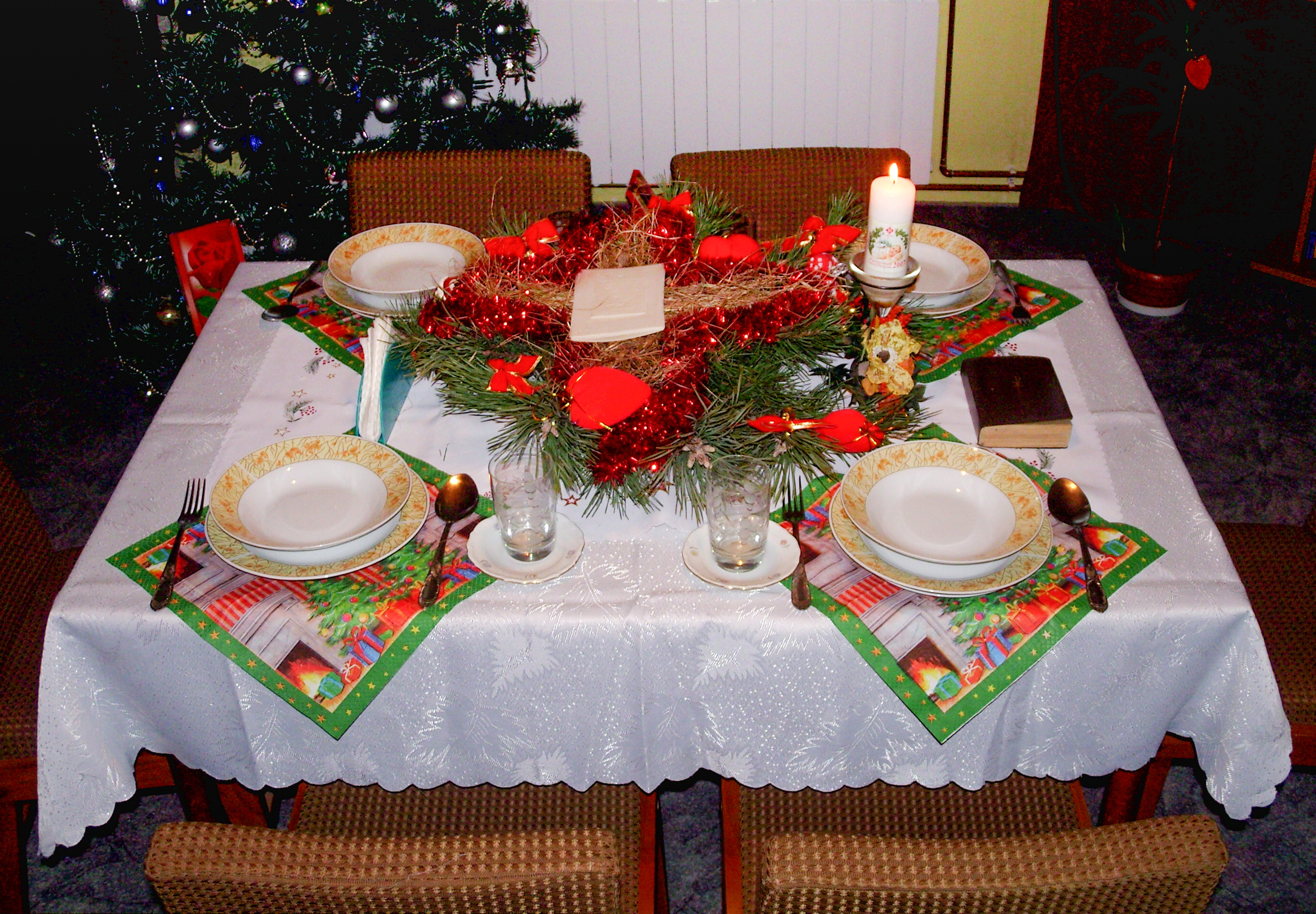
Vánoční dekorace stolu, Polsko

Další moderní tradicí je výzdoba domovů Vánoční hvězdou (vánoční růže).
Adventní věnec má v ČR krátkou tradici. Ještě během 20. století bylo zdobení adventních věnců pronásledováno orgány komunistické vlády jako zpátečnický, křesťanský zvyk. Na konci tisíciletí ale byla tradice plně zavedena i v ČR.

### Vánoce
Na sklonku adventu si lidé staví betlémy (jesličky) po vzoru sv. Františka z Assisi. V České republice se staví především v rodinách věřících, v upomínku významu a původu Vánoc. Pečou se vánočky, zdobí vánoční stromky a upravují mísy s ovocem. Ovoce je tradiční ozdobou používanou při dekoraci. Vánoční stromek není ustálenou tradicí v všech evropských zemích.
Mísa s ovocem je hlubokým symbolem, který je nevědomky dodržován dodnes. Má symbolizovat tichou modlitbu za dobrou úrodu a víru, že nadcházející rok přinese stejný blahobyt jako ten minulý. Kromě čerstvého ovoce (tradičních českých jablek a hrušek) obsahovala často i sušené ovoce a ořechy. V druhé polovině dvacátého století se pozornost soustředila na citrusové plody a banány. Jejich nedostatek, v době plánovaného hospodářství zcela běžný, byl vnímán velice negativně. Sušené plátky citrusů a symbolicky i plodenství tropických a subtropických rostlin jsou od přelomu tisíciletí běžnou součástí výzdoby vánočních dekorací.
V 21. století se lidé rádi vracejí k tradiční podobě mísy s ovocem, která je zároveň velmi dekorativní, vzhledem k dnešním možnostem lze ale naklást na misku téměř jakékoli tropické plody a neobvyklé pochutiny k vyjádření Vánoc jako svátků hojnosti. Zdobené ovocné mísy s napodobeninami plodů, byly na přelomu tisíciletí prodávány jako aranžmá. Zájem nebyl velký a v druhé dekádě se podobné výrobky používají zřídka. Dovoz a distribuce napodobenin ovoce (plodů) pro účely zhotovení a prodeje aranžmá je ČOI zakázán, protože výrobek může být zaměněn za potravinu nedospělými a duševně chorými.
Vánoční stromek má svůj původ ve zdobení lidských obydlí chvojím na ochranu před vším zlým. Ještě počátkem 16. století bylo zdobení stromků pronásledováno katolickou církví jako pohanský zvyk, později však bylo akceptováno.

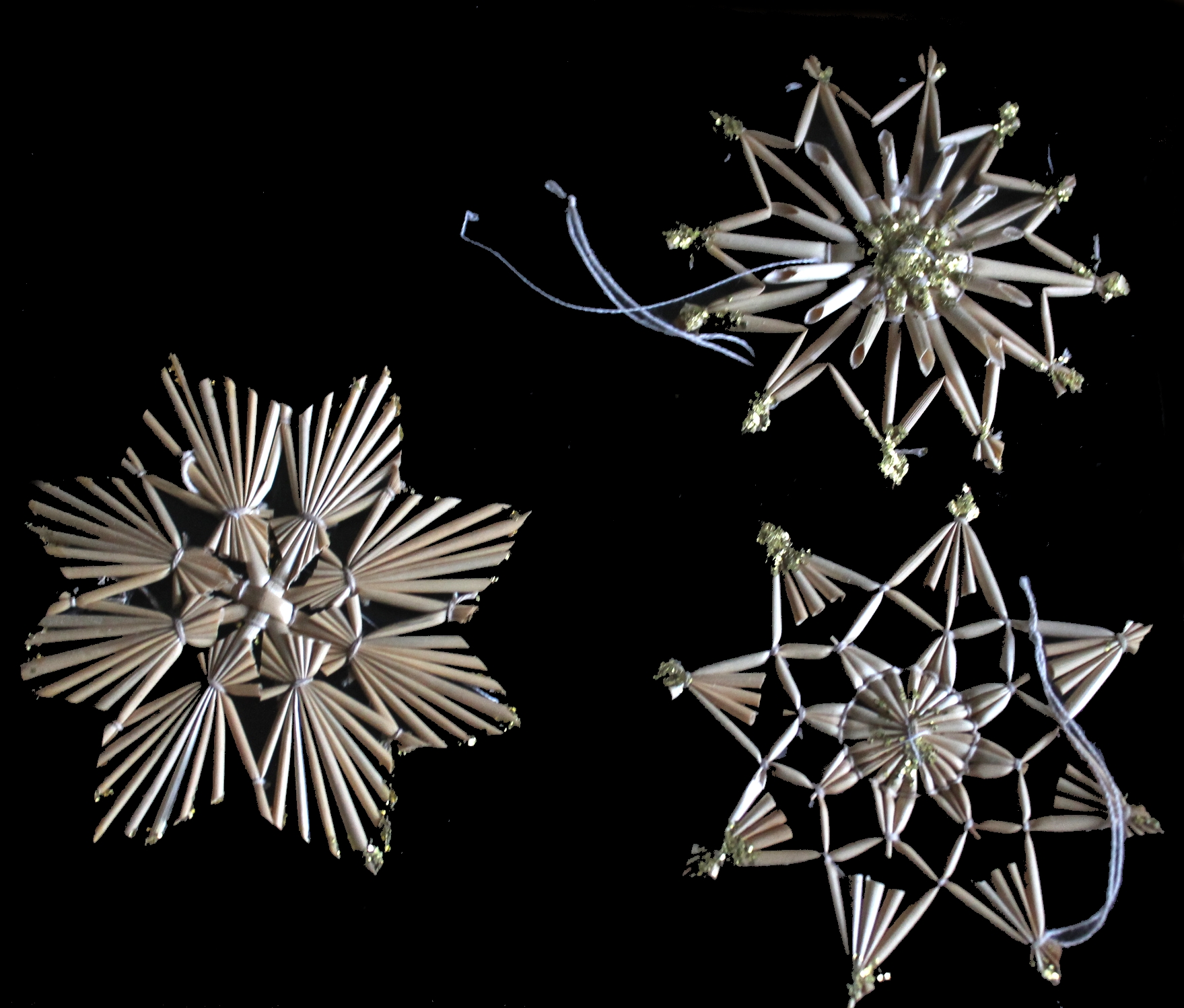
Slaměné ozdoby
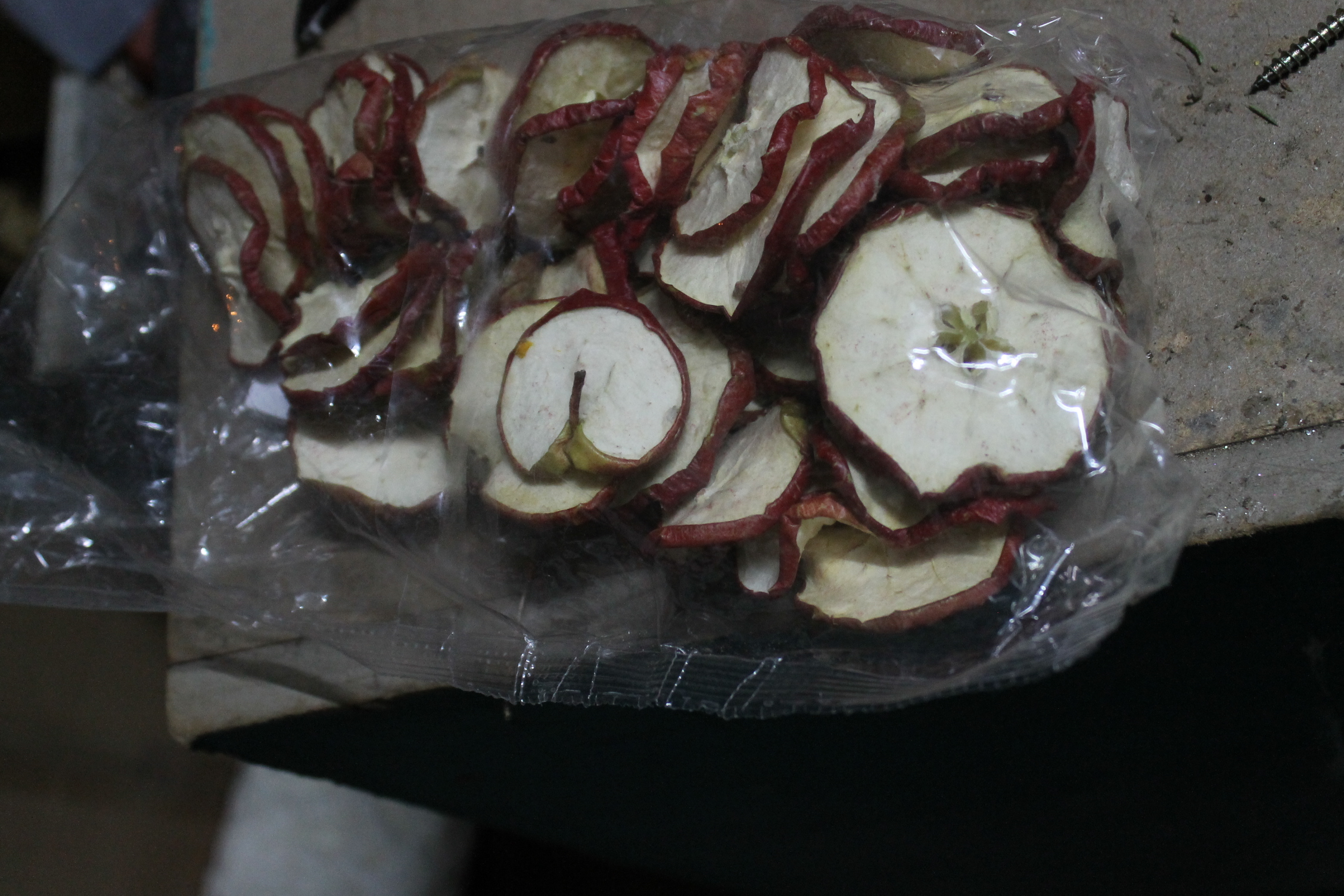
Sušené ovoce k aranžování – červené jablko
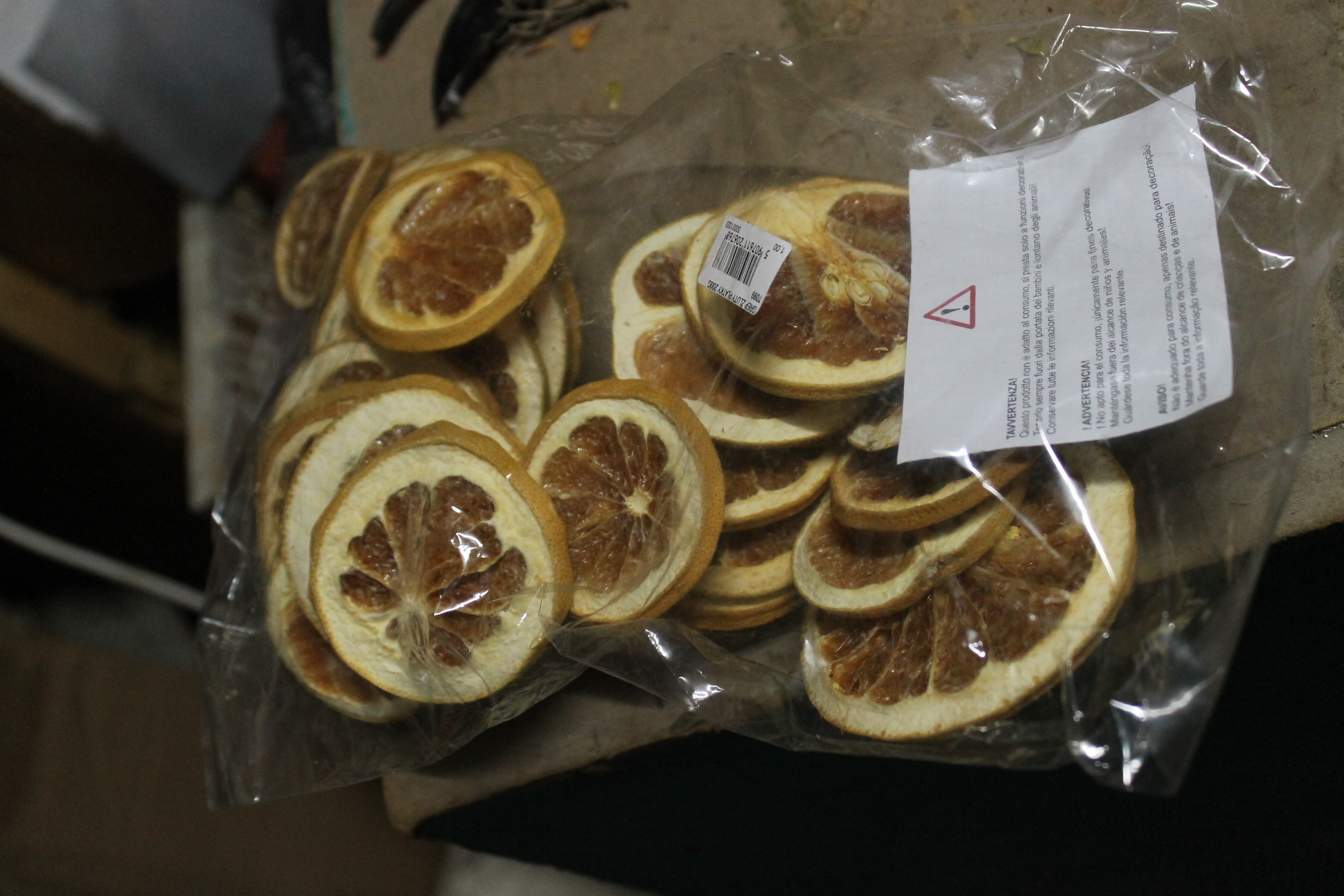
Sušené ovoce k aranžování – grep

## Symbolika
Vánoční a adventní symboly jsou používány spíše pro empatické vyjádření daného období, žádný z uvedených symbolů není nezbytným atributem Vánoc a adventu, mimo adventního svícnu. Obvyklé je použití vánočního stromu a v některých zemích barevné vánoční osvětlení. Smyslem vánoční symboliky je vytvářet vánoční atmosféru. Vytváření vánoční atmosféry je používáno nejen v domácnostech pro vytvoření příjemného prostředí, ale i v prodejnách a nákupních centrech pro zvýšení prodeje. Prodejem objektů s vánoční symbolikou a vánočních ozdob se v období zvýšené poptávky po tomto druhu zboží (chladnější polovina roku) zabývá jako doplňkovým sortimentem mnoho prodejen s jinak různým zbožím.
Typickými zimními symboly Vánoc jsou sníh, sněhové vločky, jehličnany, třpytivé ozdoby, postavy z Betléma, anděl, sněhulák, rampouchy, hvězdy, kometa, cesmína, chvojí, baňky, svíčky a elektrické vánoční osvětlení, vánočky, vánoční pečivo, ořechy, badyán, celá skořice, sušené plátky citrusů, Jezulátko a Santa Claus. Jsou doplňovány o symboly jako holé stromy, sláma, rozkrojené jablko, kapr, vůně františků (purpura), rybí šupina, svícen, vánoční ubrus, zabalené dárky, hořící prskavka, srdce, ovoce (lesní i tropické) atp. Mnohé z těchto symbolů lze využít i při aranžování. Tyto symboly mohou být zobrazeny nebo vytvořeny pomocí různých materiálů. Ve 20. století bylo používáno sklo, keramika, kovový plech, dřevo, sláma, textil. V 21. století je používán převážně plast.
Symboly Vánoc jsou v mnoha zemích, jako je Švédsko nebo ČR, používány vánoční ozdoby na výzdobu již od zahájení adventu.

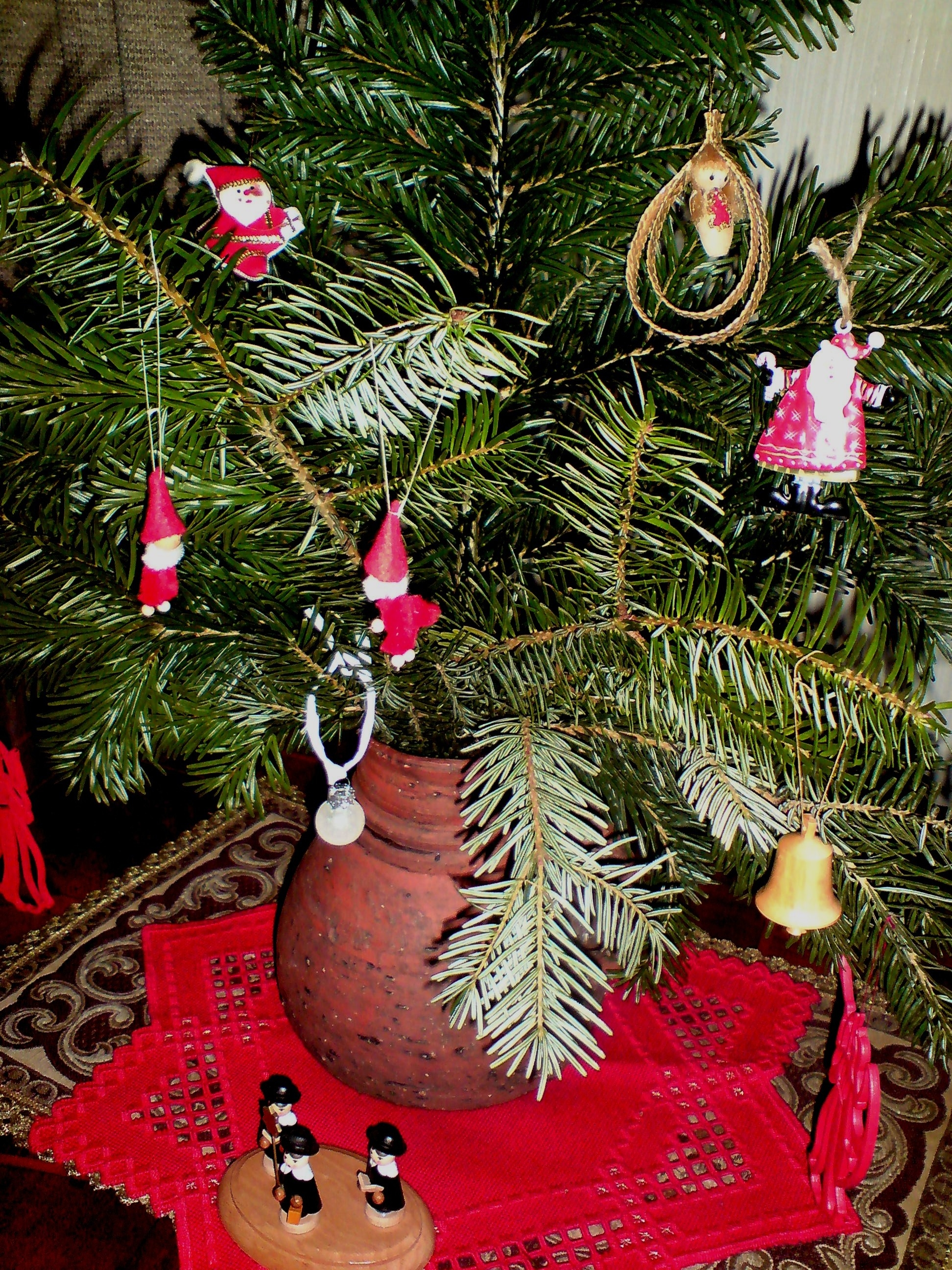
Jednoduchá vánoční kytice z chvojí

V západním křesťanském světě, jsou zmiňovány dva tradiční dny, kdy jsou odstraněny vánoční ozdoby – Večer tříkrálový a Hromnice. Použití vánočních dekorací a symbolů po Hromnicích je tradicí považováno za nevhodné.
V mnoha zemích je mnoho různých typů dekorací používaných v závislosti na tradicích a dostupných zdrojích. Některé tradice v některých zemích nebo lokalitách nemusí být obvyklé nebo dobře přijímané. Ve většině zemí je třeba vhodně kombinovat materiály k vytvoření celkově konzistentního dojmu pomocí estetických zásad. Zvyky se ovšem mohou různit a někdy nezávisí na kombinaci dekorací, ale na jejich množství a velikosti či neobvyklém provedení.
Vánoční stromek má svůj původ ve zdobení lidských obydlí chvojím na ochranu před vším zlým. Ještě počátkem 16. století bylo zdobení stromků pronásledováno katolickou církví jako pohanský zvyk, později však bylo akceptováno.

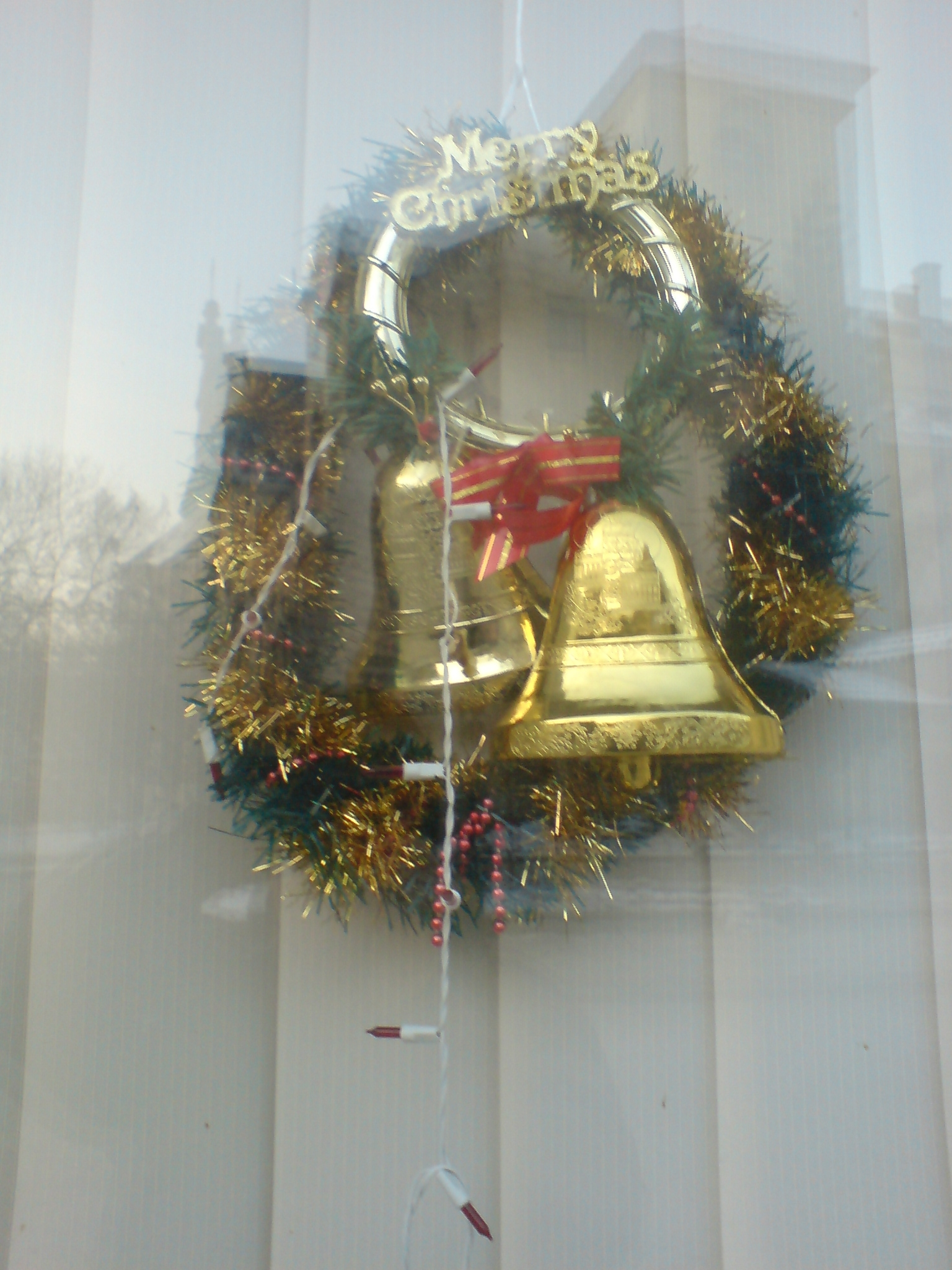

## Rostlinné materiály
Větve, olistěné části, celé rostliny, květy, plody a plodenství.

### Stálezelené dřeviny
V aranžování jsou používány stálezelené dřeviny a jehličnany: jedle , tis, cesmína, zimostráz, jalovec, borovice, cypřišek, zerav, břečťan, jmelí bílé. Smrk, mimo druhu smrk pichlavý, je vhodný pro venkovní dekorace.
Používané jsou šišky ale ceněné jsou i větvičky s plody u cesmíny.

### Opadavé dřeviny
Třešeň a slivoň, jako přirychlené řezané letorosty. Bezlisté někdy stříbřené nebo zlacené větve olše (s plody), bříza (s květy). Někdy je používán modřín (opadané větve). Ceněné jsou větvičky šípků s plody, nebo plody šípku.

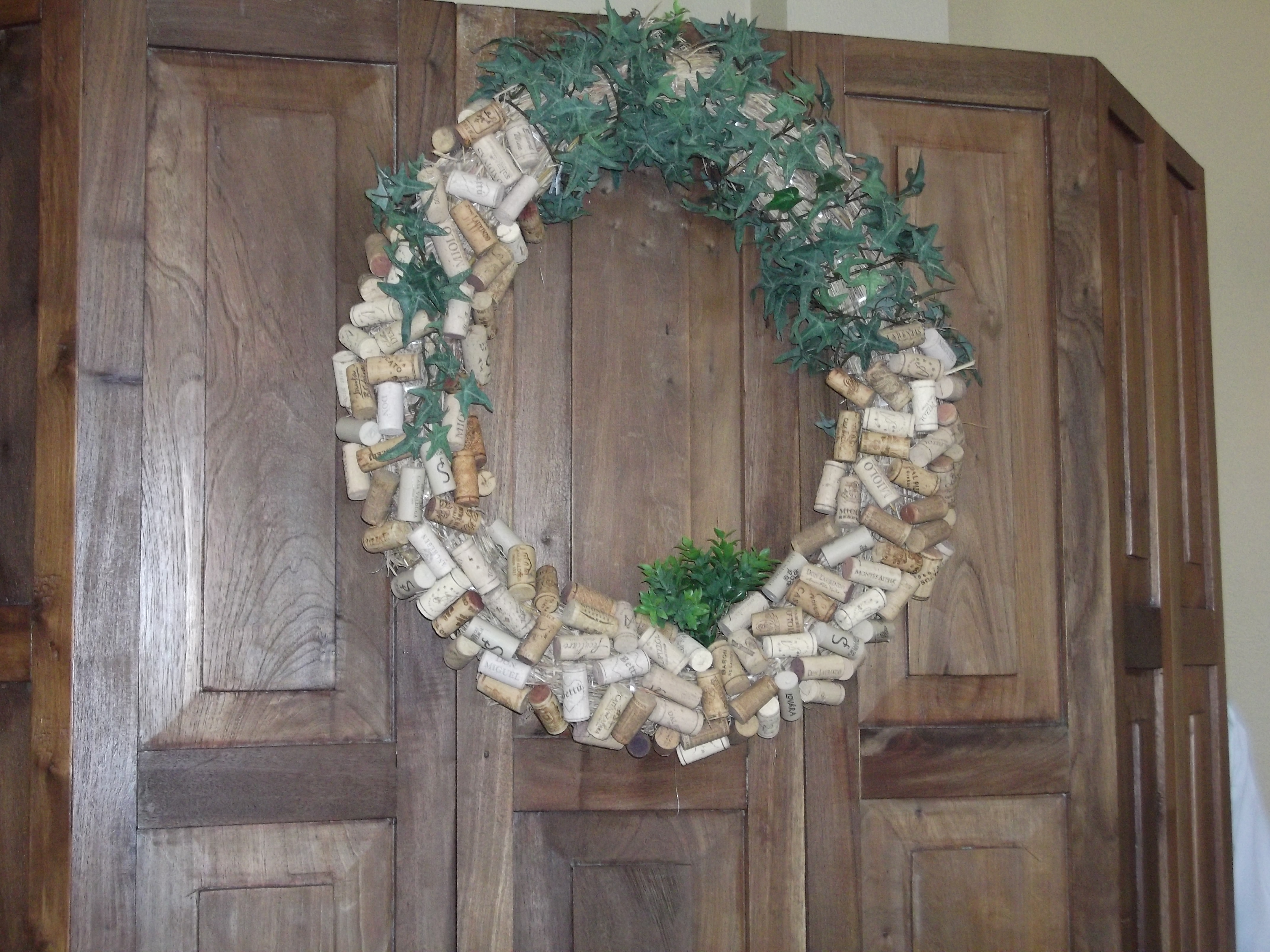
Netradiční věnec na dveře

### Byliny
Velmi obvyklá v ČR je vánoční hvězda (Euphorbia pulcherrima), vánoční kaktusy (Schlumbergera), méně jsou časté azalky, bramboříky, čemeřice.

## Jiné materiály
Jsou používány materiály vyvolávající svými skutečnými nebo přisuzovanými vlastnosti dojem: zimy, křesťanství, přirozenosti, lásky, společenství a vzájemné harmonie, rodiny, pohody, svátku, spojení s přírodou a ostatními živým tvory. Tyto vlastnosti mohou být v kompozici pomocí materiálu pouze symbolizované. Jsou používány materiály jako dřevo, kov, vata, juta, sláma, vosk, sklo, papír, provázek a podobně s různě upravenými povrchy a tvary.

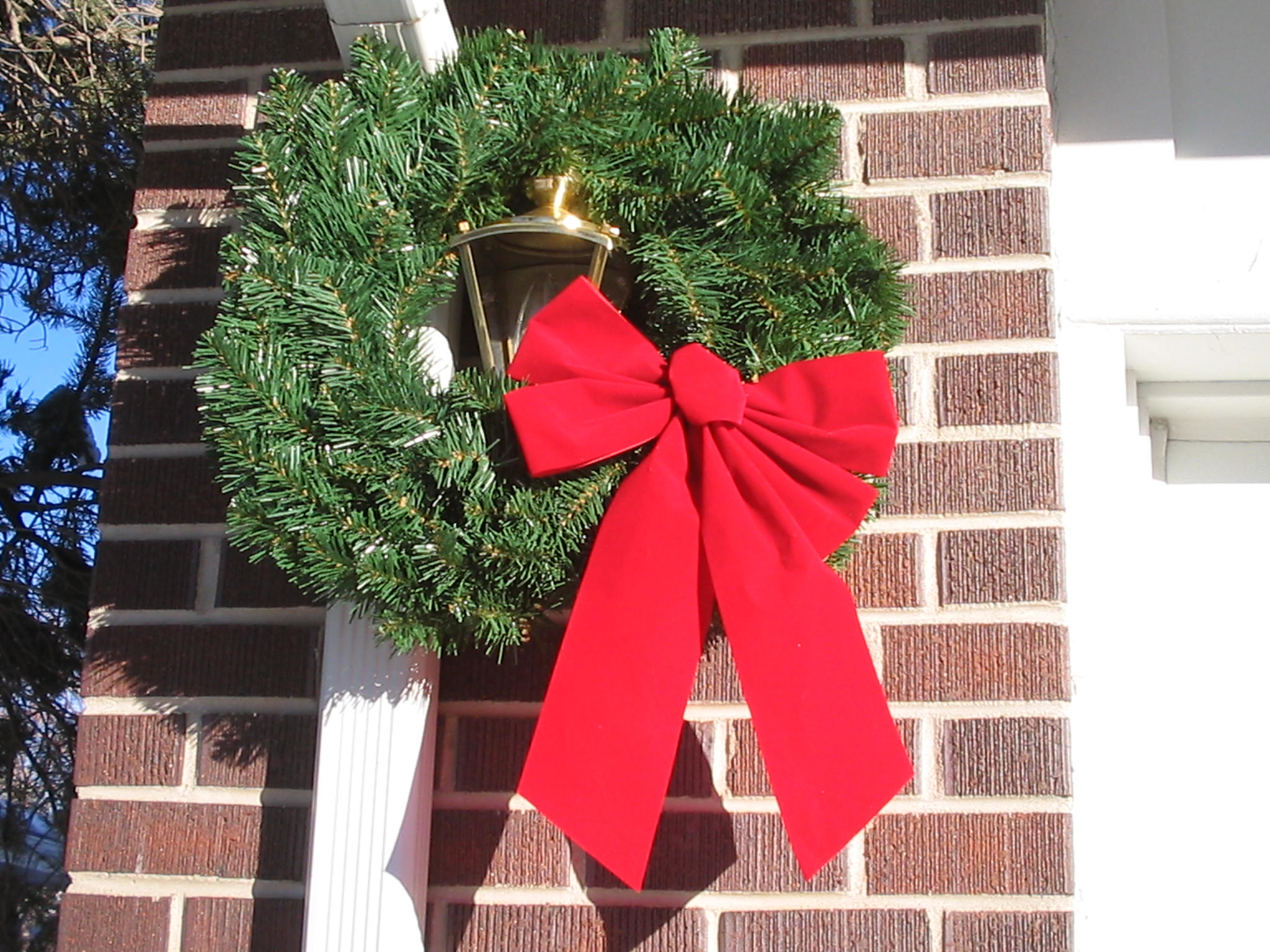
Jednoduchý věnec na dveře

### Svíčky
Mají symbolizovat naději a světlo poznání (víry). Zapálené svíčky vytváří příjemnou atmosféru, avšak ohledem na nedokonalé spalování uhlovodíků z parafinu a vosku není vhodné používat svíčky jako osvětlení pravidelně.
Dekorativnost svíček umocňuje zbarvení, struktura povrchu, tvar a vonné přísady. Tradiční zásady u vánočních svíček nejsou jednotné. U adventních zvyků jsou některé lokálně preferované obyčeje blíže popsány v textu hesla adventní věnec.

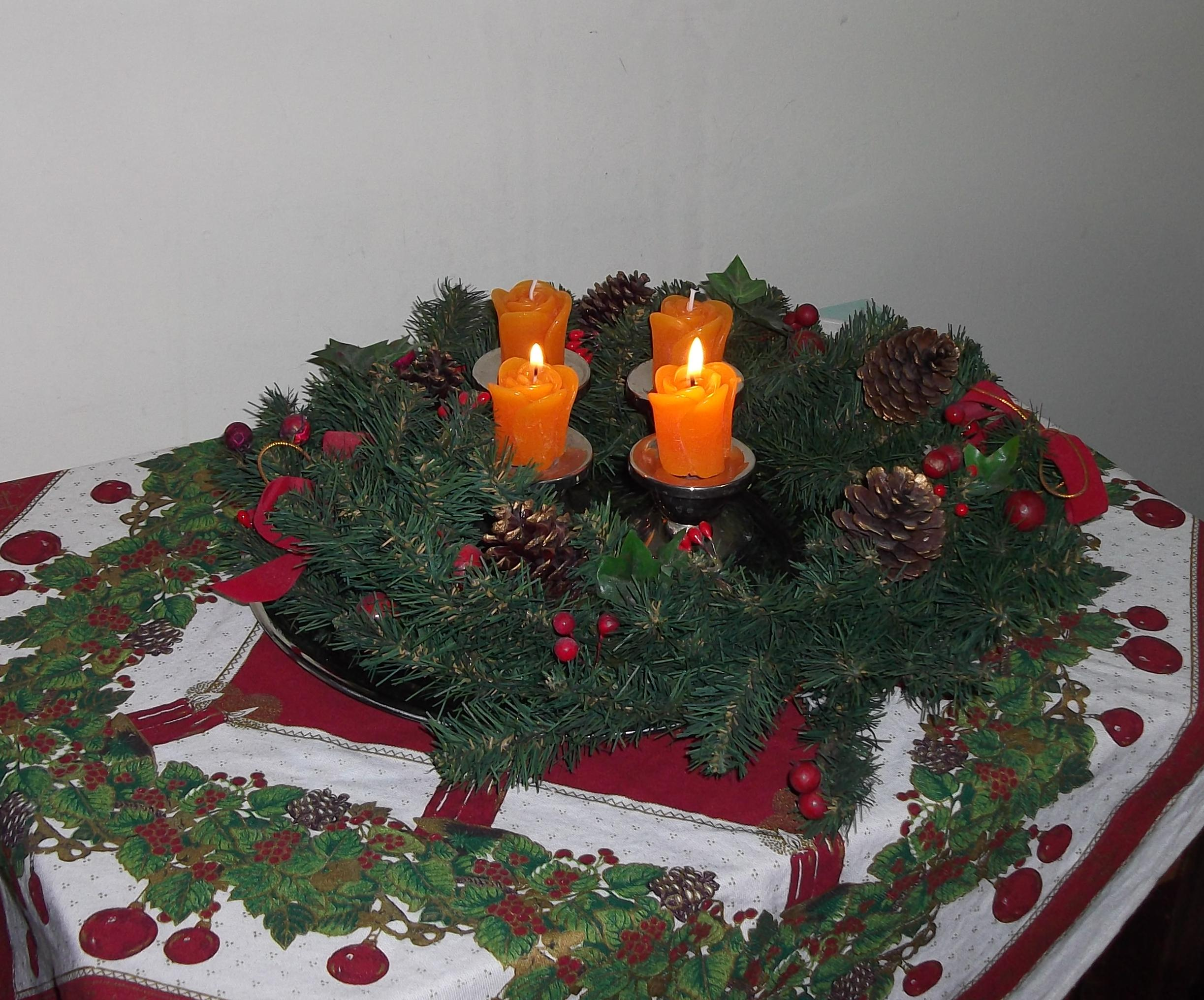
Jiné, málo obvyklé, umístění svíček na adventním věnci
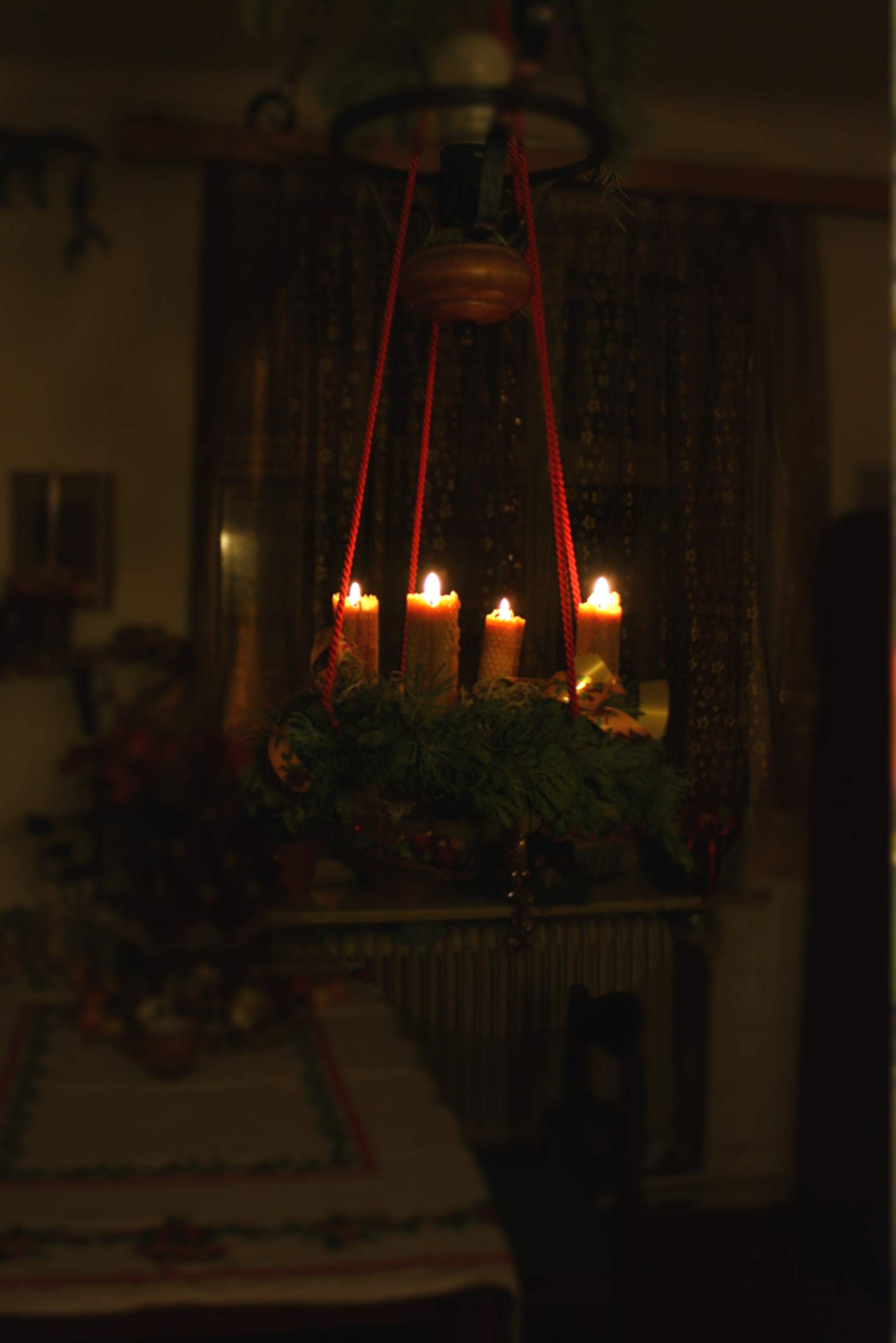
Klasický adventní věnec se svíčkami z včelího vosku na zavěšení
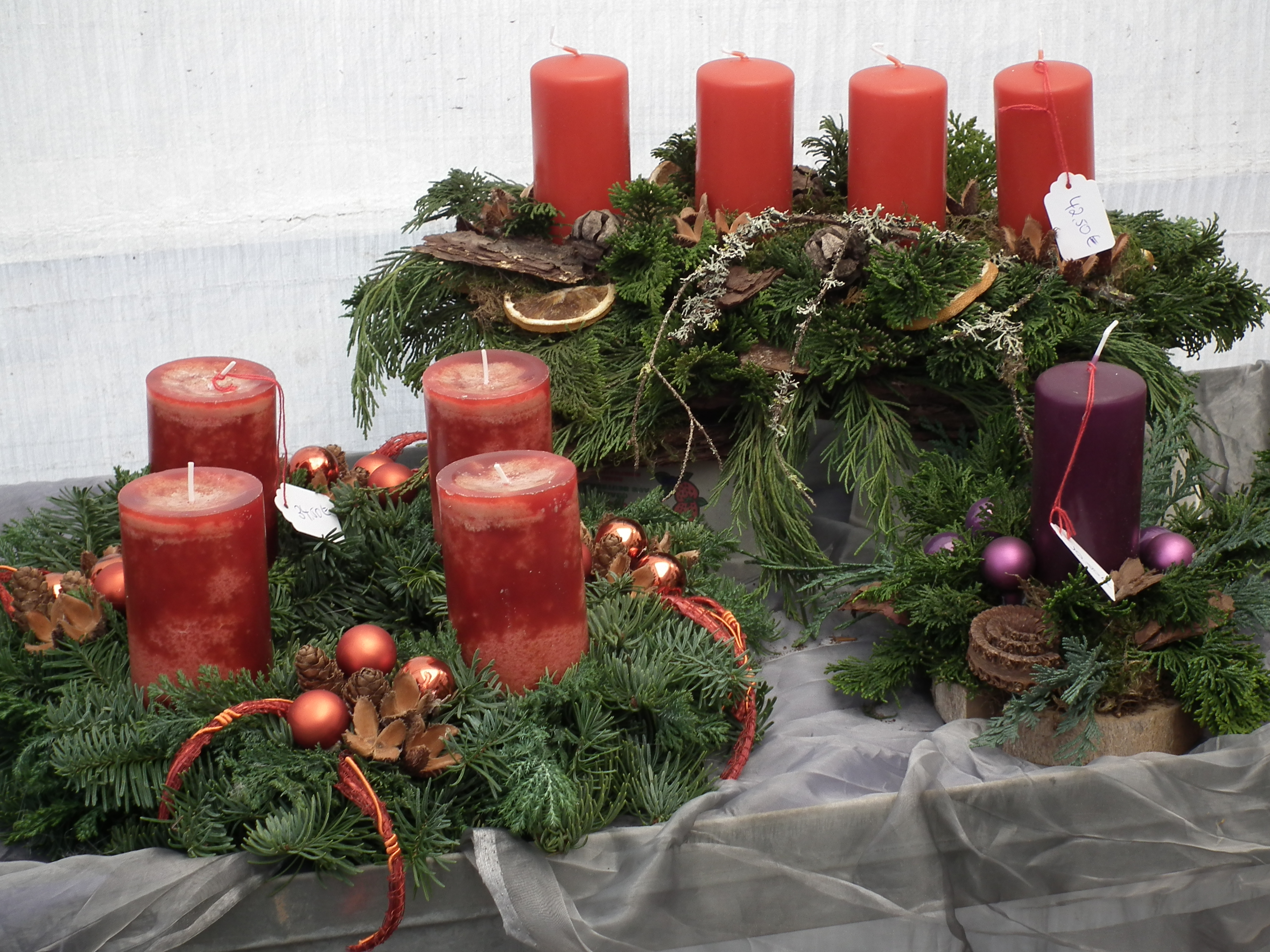
Srovnání – svícen, adventní věnec a adventní parter
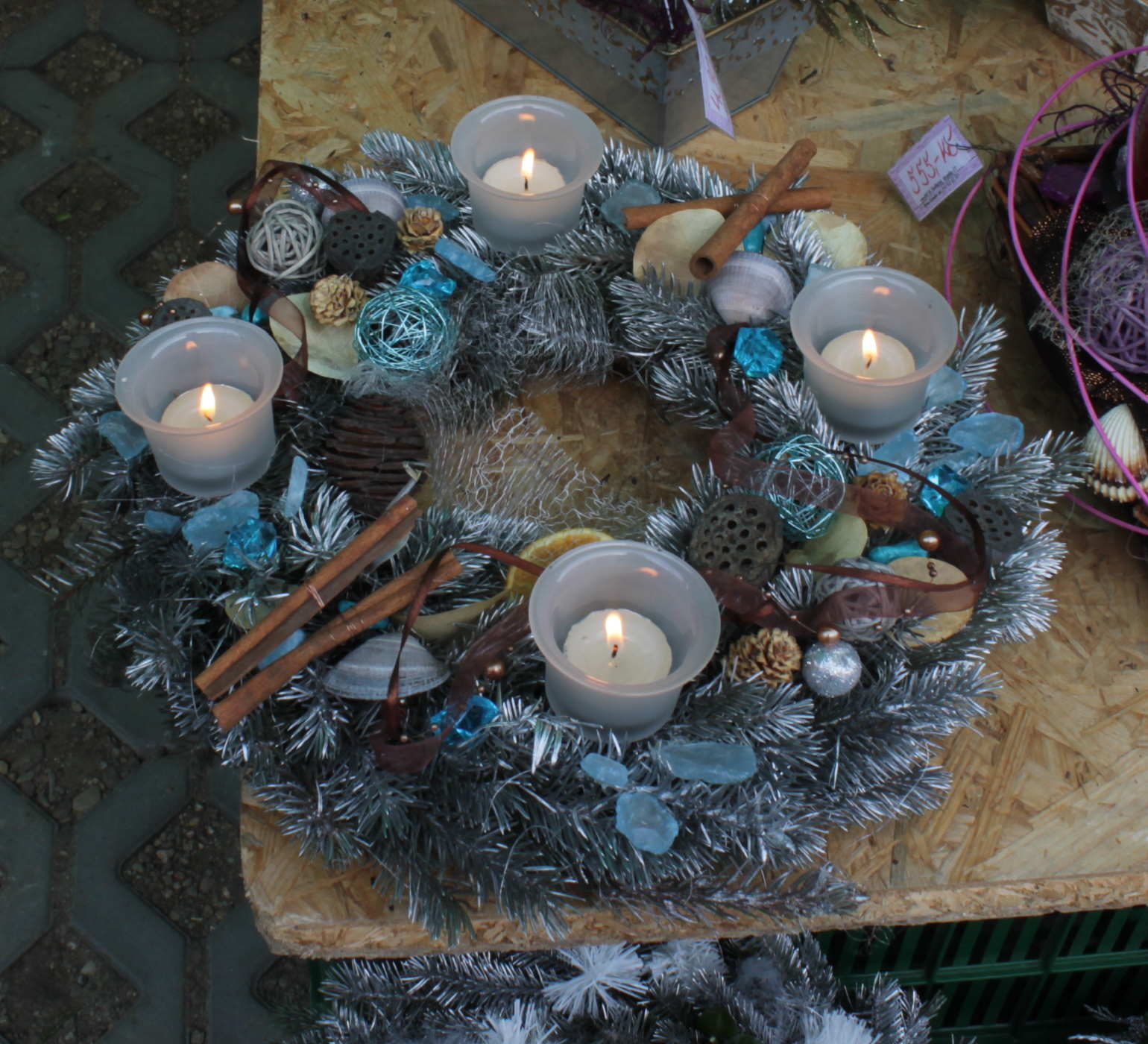
Postříbřený adventní věnec ze smrku pichlavého s bezpečnostními kalíšky na vyměnitelné svíčky

## Adventní a vánoční aranžmá

### Adventní věnec
Adventní věnec je tradiční symbol západní církve sloužící k symbolickému odpočítávání čtyř týdnů adventu. Obvykle má podobu věnce ze jehličnatých větví ozdobeného 4 svícemi. Každou adventní neděli se zapaluje další svíčka. Svíček může být ale i více, v závislosti na zvyklostech a trendech. Svíce mohou být různě vysoké, různých barev, symetricky, nebo asymetricky rozmístěné. Zdobené věnce bez svíček, které jsou také nazývány adventní věnce, jsou používány k ozdobení vchodových dveří. Klasické adventní věnce byly zavěšované na stuhách, na počátku 21. století je nahradily věnce, které se kladou přímo na svátečně upravený stůl.
Při zhotovení adventního věnce ale i dalších adventních dekorací by tradičně neměly být použity živé květy, ovšem v 21. století jsou již v ČR adventní věnce s živými květy vytvářeny s tím, že adventní a vánoční dekorace nepodléhá tolik pravidlům náboženství.

#### Barevnost a výzdoba věnce
Adventní věnec byl ve 20. století používán zavěšený na čtyřech stuhách, s tím, že byl zdoben na stranách. Na horní části věnce byly umístěny často u poměrně velké mašle širokých stuh což bylo obvykle dostatečnou výplní mezi svíčkami věnců do domácnosti. Ozdoby , jako hvězdy, andělíčci, perníky, ale nejčastěji slaměné ozdoby, visely z věnce dolů, přesně z vnitřní strany věnce na tenké stuze, v různé výšce. Ozdob bylo spíše menší než větší množství. Nejobvyklejší barvou stuhy a svíček byla červená a oblíbená, mimo fialové, byla i zlatá.
S přelomem tisíciletí jsou preferovány věnce na stůl. Zdobeny byly bohatě ve čtyřech skupinách na místech stuh. Později bylo oblíbeno rozptýlené zdobení celého korpusu. S úbytkem sněhu roste používání bílé barvy jako symbolu Vánoc a Adventu aranžéry. Není preferováno zdobení větším množstvím zlatých ozdob. Někdy je kladen důraz na estetiku a kvalitu materiálu. V rozhodování největšího množství zákazníků je určující cena.
Pro prodejce vánočního zboží, vánočních a adventních ozdob je předpověď zákazníkem preferované barvy stejně důležitá jako předpověď počasí pro zemědělce závislého pouze na sklizni. Zboží v nevhodné barvě nebo s nevhodnými doplňky je zcela neprodejné.

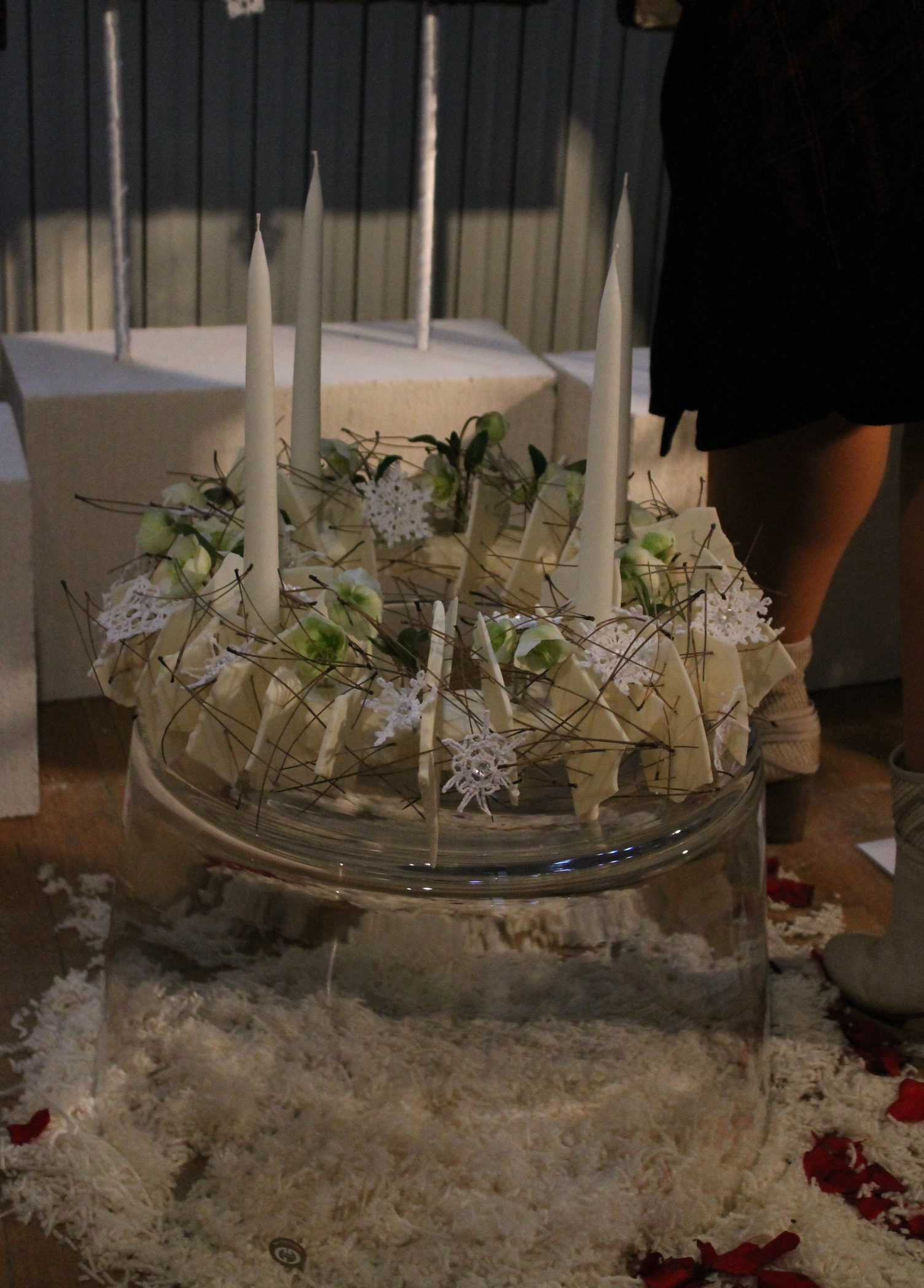
Adventní věnec z bílé čokolády (Brněnská růže 2014)
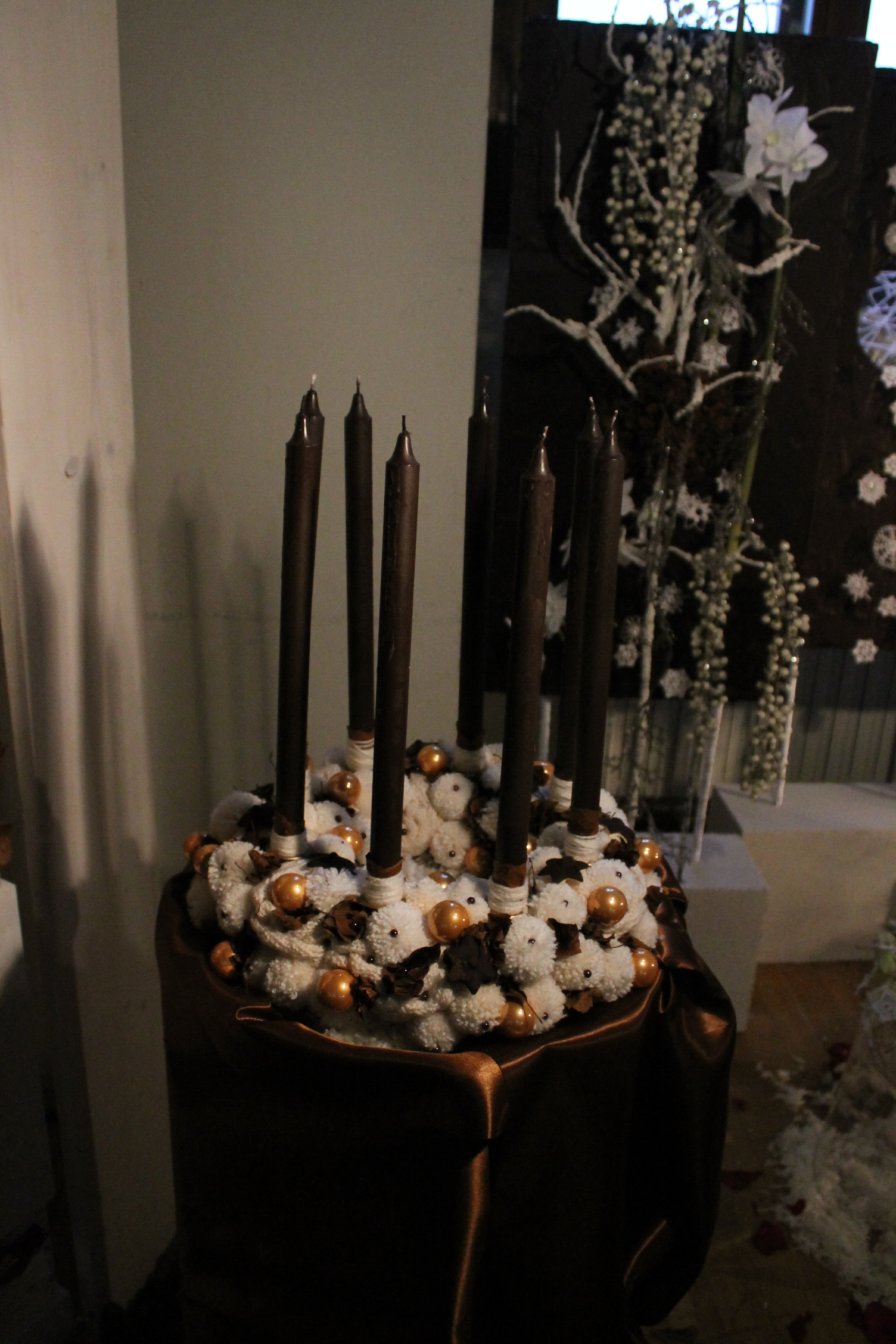
Adventní věnec z pletené bílé vlny a čokolády (Brněnská růže 2014)
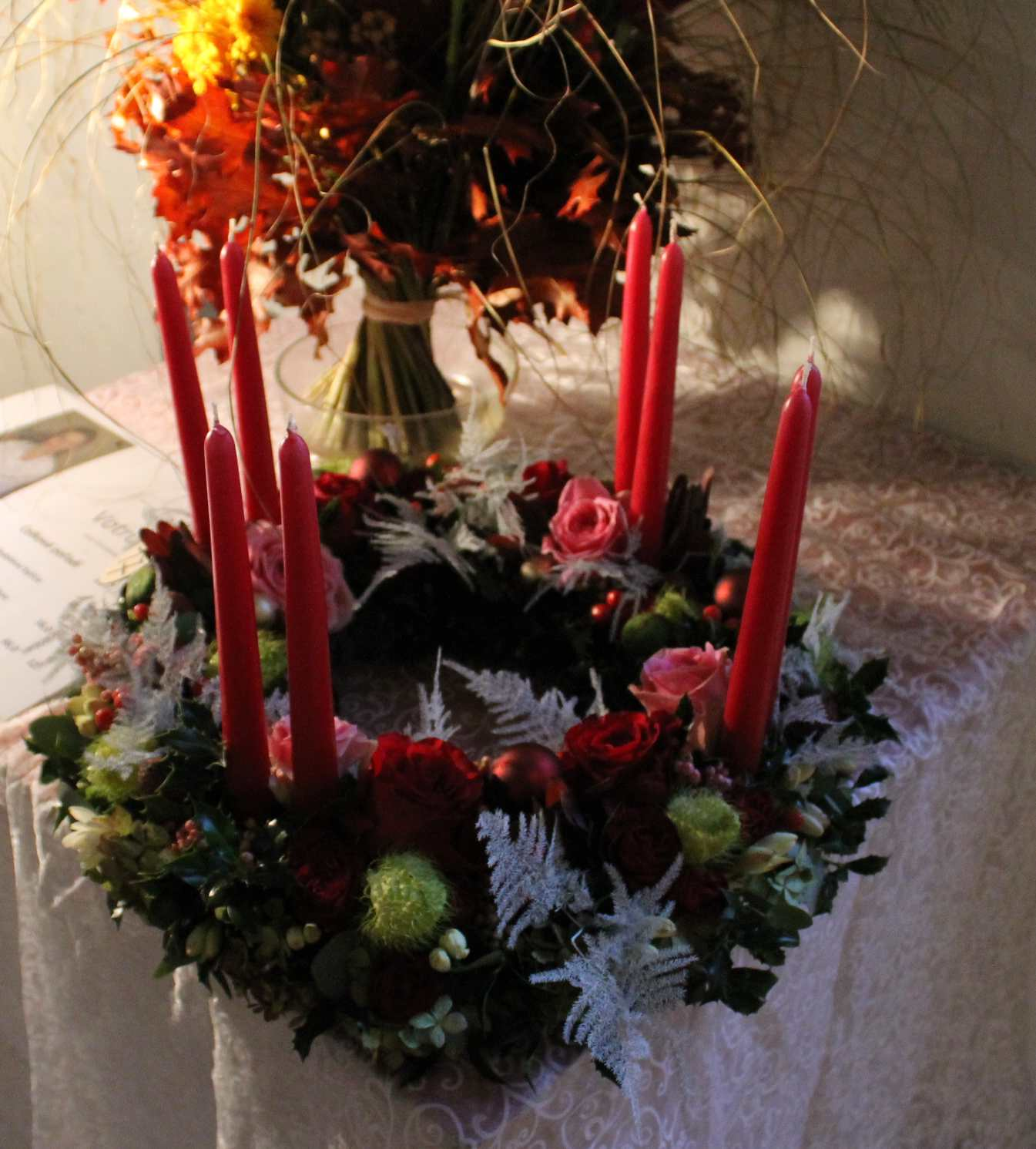
Adventní věnec s hlavičkami růží (Brněnská růže 2014)
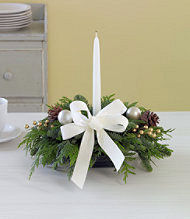
Vánoční svícen na stůl

#### 2014
Pro prodejce vánočního zboží, vánočních a adventních ozdob je předpověď zákazníkem preferované barvy stejně důležitá jako předpověď počasí pro zemědělce závislého pouze na sklizni. Zboží v nevhodné barvě nebo s nevhodnými doplňky je zcela neprodejné.
Pro advent a Vánoce roku 2014 je předpovídána „trendy“ růžová a bleděmodrá, ale předpokládána je i bílá a především fialová. Nicméně přibývají zjištění, že „domácnosti na trendy doslova kašlou a raději použijí barvy, které se jim líbí“. „Nakonec je totiž stejně nejpříjemnější vyzdobit si domov podle toho, jaká barva ladí našemu oku.“ Doporučovány jsou však i hranaté věnce, pravidelné tvary, černobílé kombinace a postříbřený či pozlacený efekt.
Lze předpokládat, že barevná vánoční móda bude prodávána v pastelových odstínech a bílé. Prodejci prodávají ze zásoby bílých ozdob, moderní je venkovský, rustikální styl kombinace materiálů s hrubou strukturou a šedě či bíle zbarvených ploch na kterých barevné doplňky dobře vynikají. Oblíbené jsou i chlupaté, například vlněné, materiály a ojíněné nebo jinovatkou zbarvené povrchy. Tyto barvy také odpovídají preferenci zákazníků při předpokladu velmi teplých Vánoc bez sněhu.

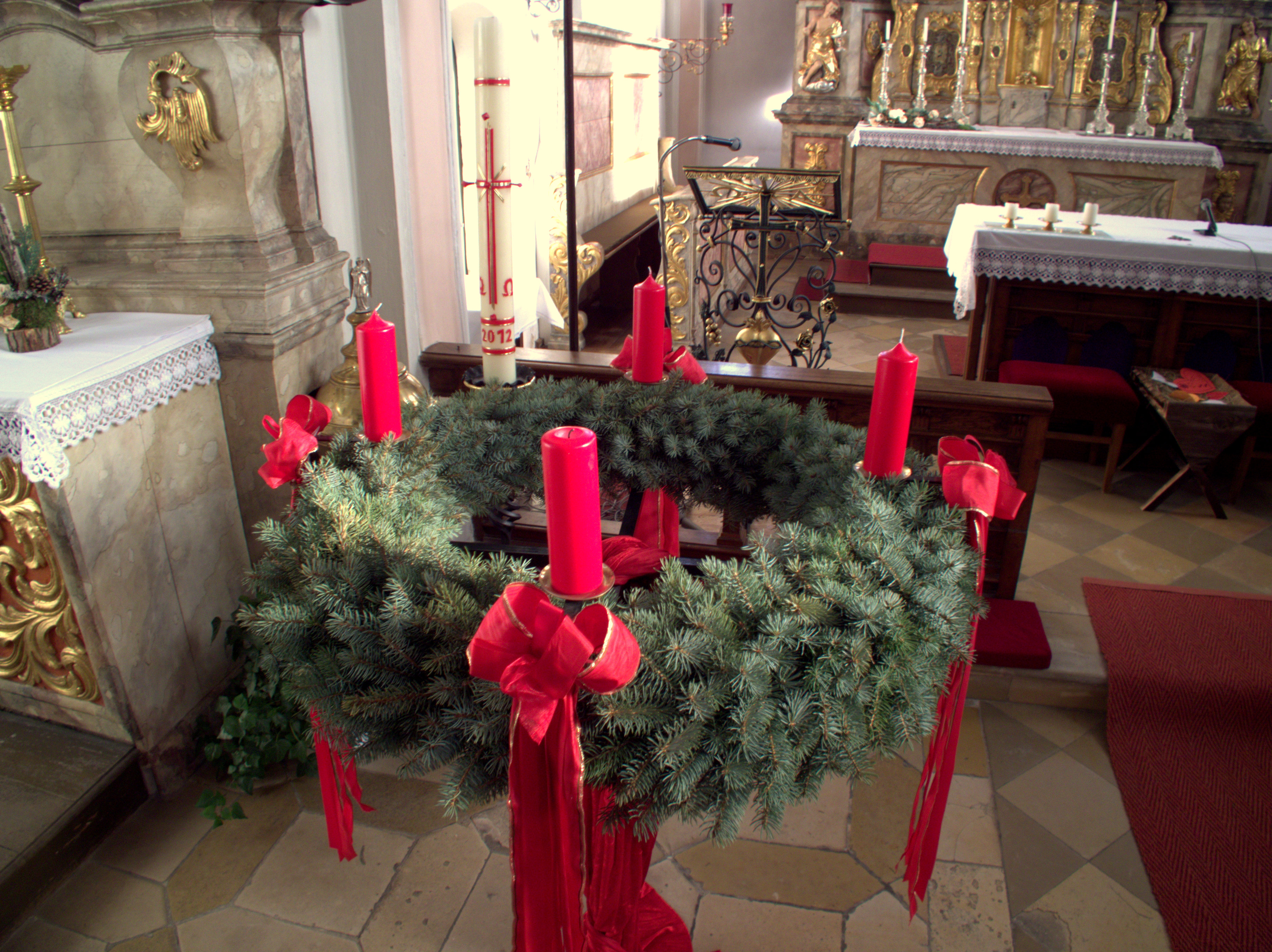
Adventní věnec v kostele

#### Historie
Módní trendy bývaly u adventních věnců nepřekročitelnou povinností. Fialová a tolerovaná, rozšířená, červená barva, u konzervativních domácností byla dříve nepřekročitelnou tradicí. Později každoroční diktát módy interpretovaný masám masovými sdělovacími médii informoval v rámci vánoční horečky jakou barvu je třeba zvolit pro reprezentativní výzdobu.
V průběhu let se měnily třpytivé barvy a bohatá výzdoba adventních věnců (do roku 2000) na matné a přírodní, s důrazem na přírodní materiály. V minulých letech (do roku 2010) bývaly často používány včelí svíčky, které působí i přirozenou vůní.
V roce 2008 byla moderní vánoční (i adventní) barvou černá, kombinovaná s bílou, nebo stříbrnou. Černé Vánoce byly podpořeny silnou mediální kampaní která nastavovala černou barvu jako příkaz a nezbytnost. Prodejnost výrobků s vánoční tematikou v černé barvě však zaznamenala propad.

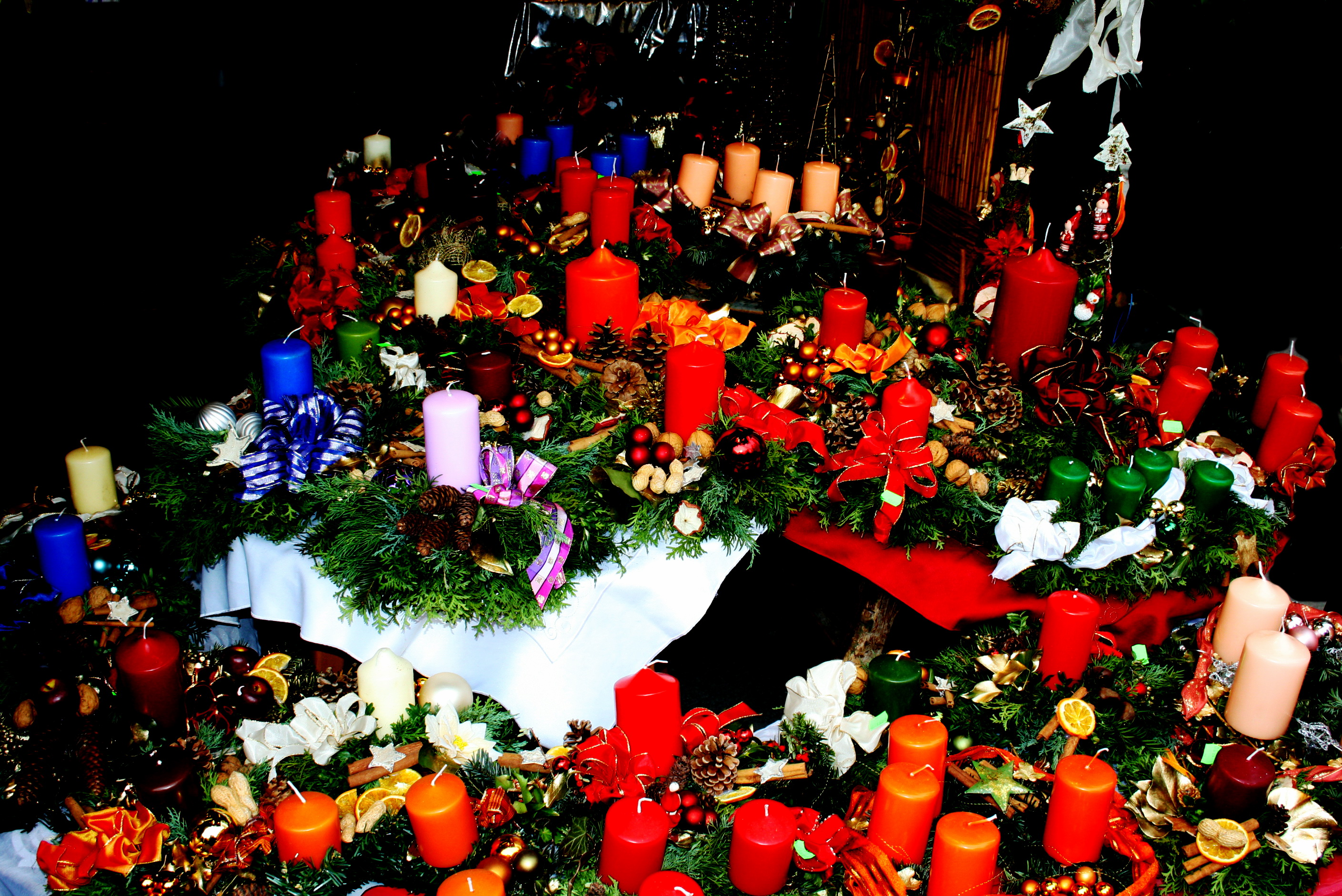
Prodej adventních svícnů

V roce 2009 měla převládat bílá barva, kombinovaná s tradičními vánočními odstíny: červenou, zlatou a stříbrnou, ale také měla být komerčně úspěšná klasicky fialová. Zákazníci v roce 2009 poptávali maličké, levné, věnce na stoly (věnce bez závěsu), za 150 až 200 Kč. Obvyklá cena (zřejmě v celé ČR, včetně velkých měst) je udávána 300 Kč. Jen zelené jedlové základy věnce lze na veřejných místech ve městě, ve stánku, koupit i za 99 Kč (Brno, Divadelní).

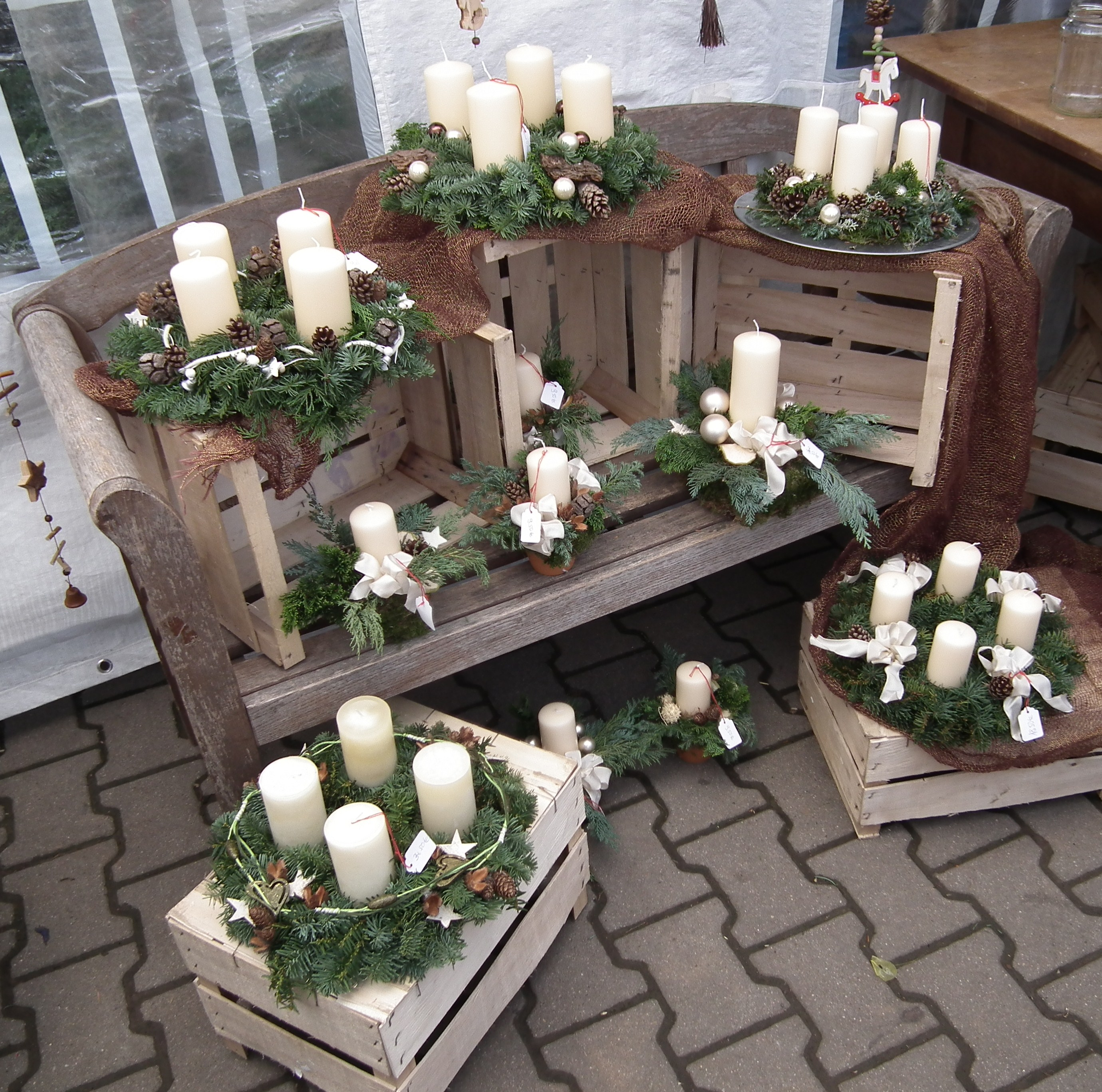
Prodej adventních svícnů v roce, kdy je trend bílá barva

V roce 2012 lze opět zaznamenat širší návrat k lesklým ozdobám, ale především „staromódním“ doplňkům ve venkovskému stylu.

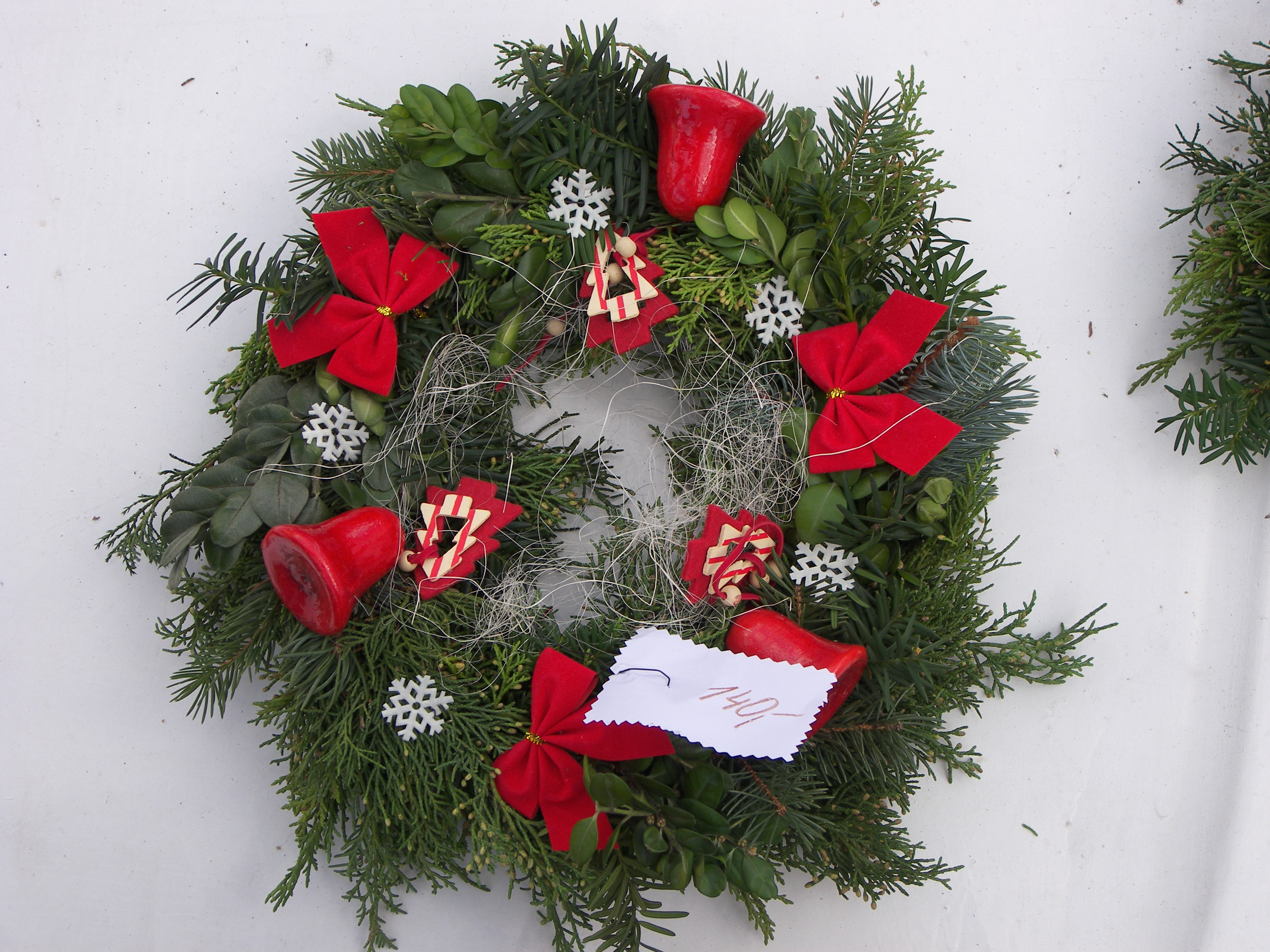
Věnec na zavěšení

### Věnec na zavěšení
Věnce na zavěšení používané k vánoční a adventní výzdobě jsou také někdy nazývány adventní věnce, protože se umisťují na dveře či okna od tohoto období. Někdy se jim říká domovní znamení, avšak mají jinou funkci než obvykle domovní znamení měla. Podobné věnce s jinou výzdobou (nikoliv vánoční a adventní) jsou používány celoročně nebo s ohledem na nějaké blížící se svátky, například Velikonoce. Podobně použité ozdoby na zavěšení na dveře či okna mohou mít v době Vánoc a adventu také tvar koule, hvězdy, komety, stromu, podkovy, srdce, anděla, nebo zvonu.
Tyto ozdoby a věnce jsou zhotovovány z umělého chvojí, plastu, polystyrénu, florexu, kovu, slámy, dřeva, textilu, kůry a mechu nebo jiných materiálů. Věnce a uvedené ozdoby na zavěšení mohou být výrazně zdobeny po celém obrysu, nebo na jednom místě ozdoby, tak aby zůstala zachována dekorativní funkce a pozorovatel mohl z náznaků intuitivně vytušit smysl výzdoby.

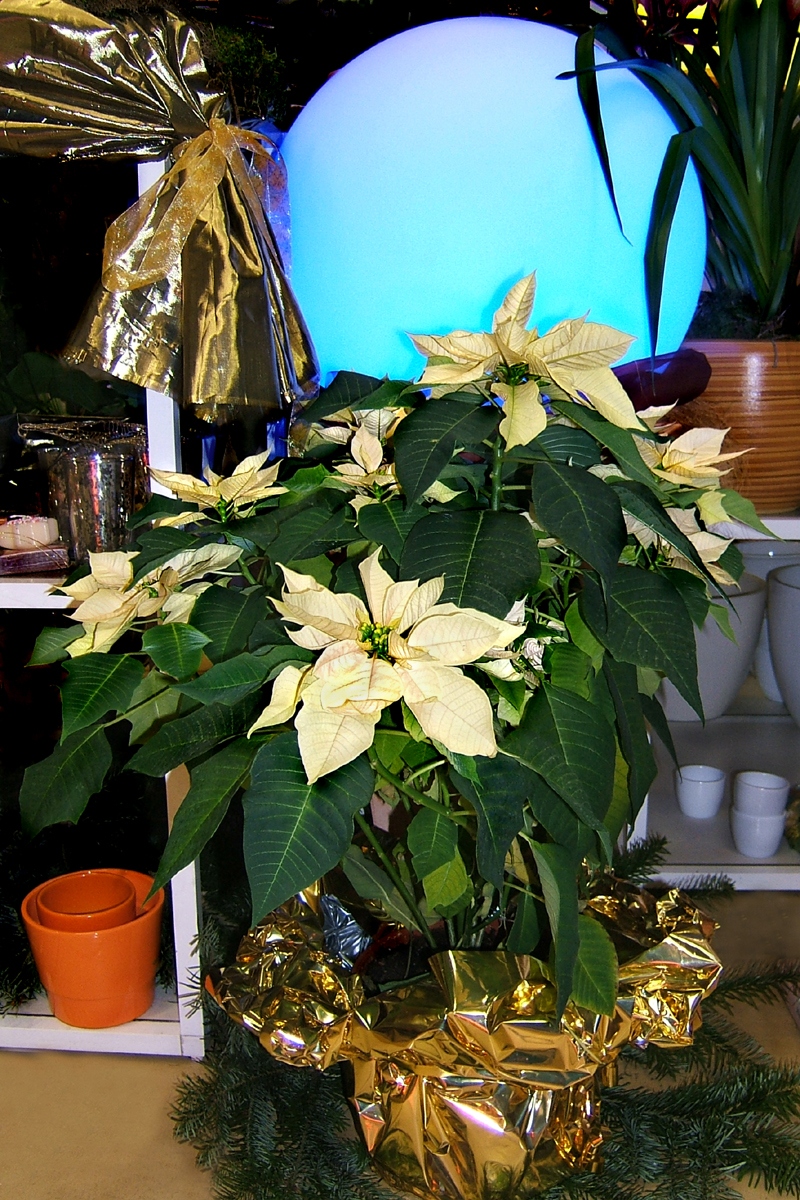
Vánoční hvězda
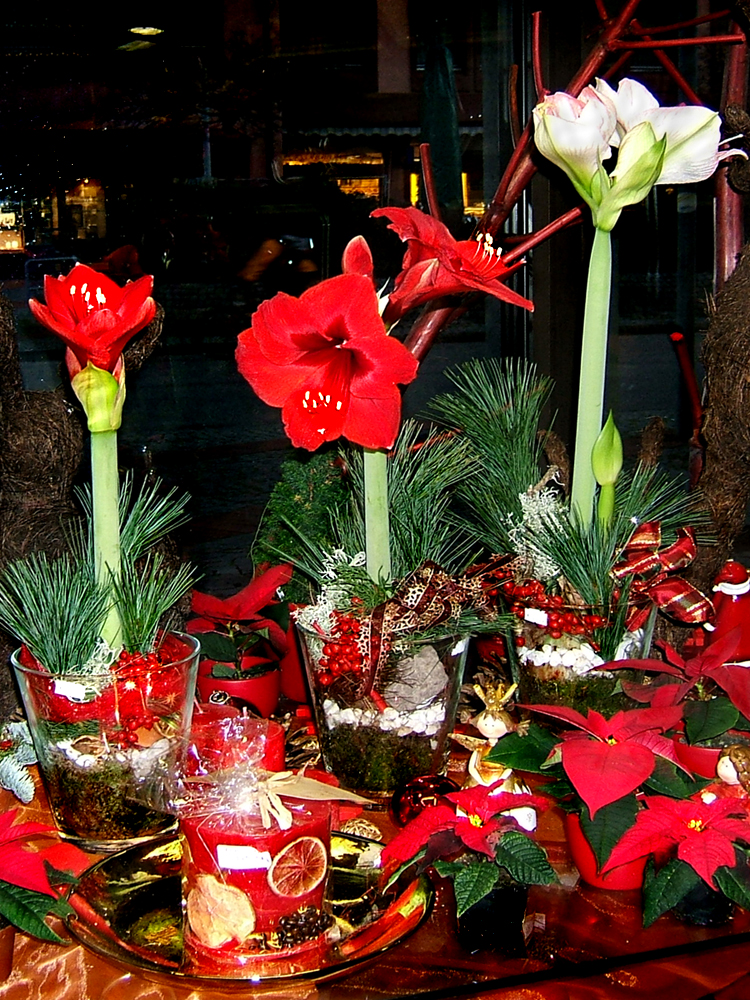
Hrnkové květiny, vánočně přizdobené
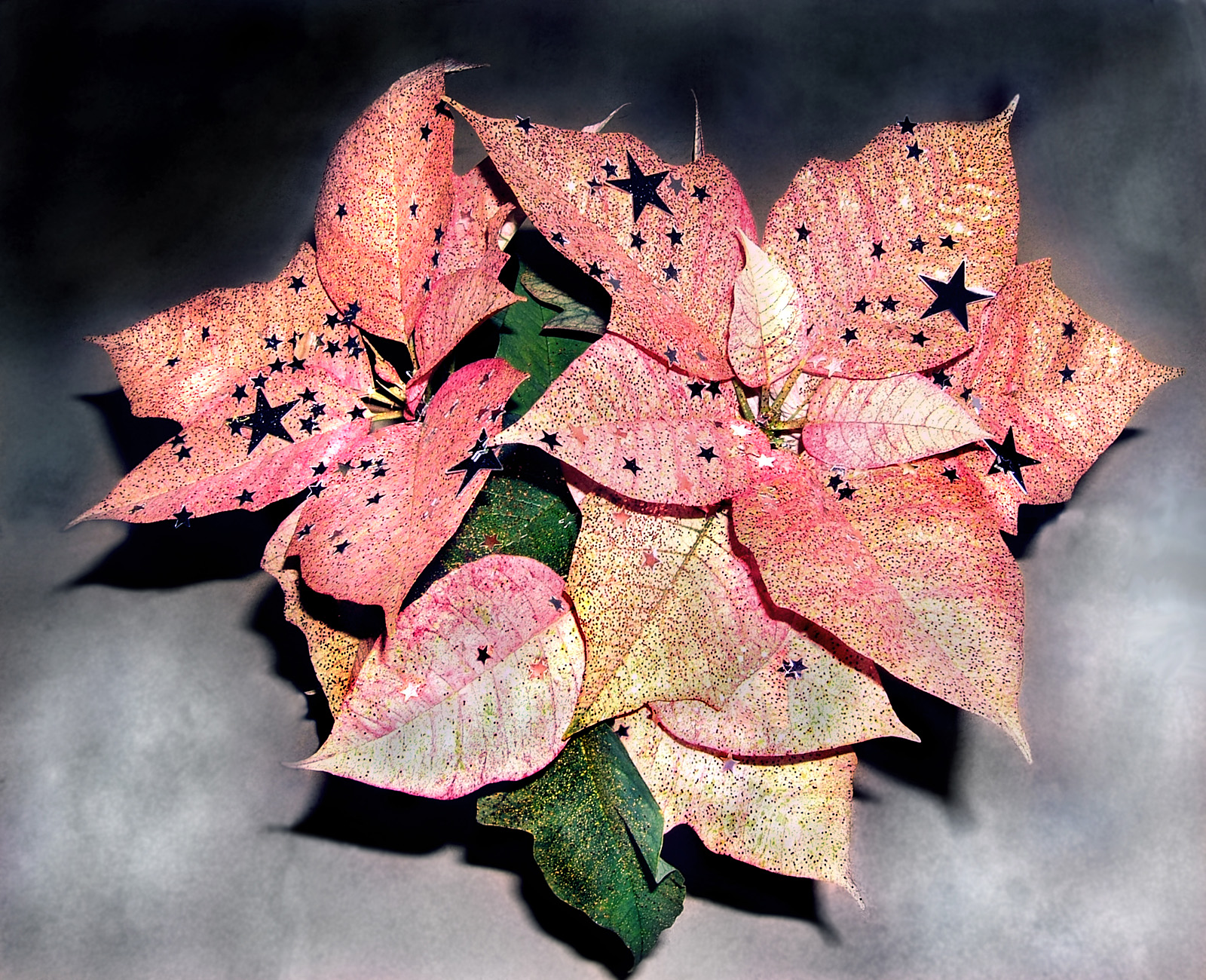
Vánoční hvězda s glitrem
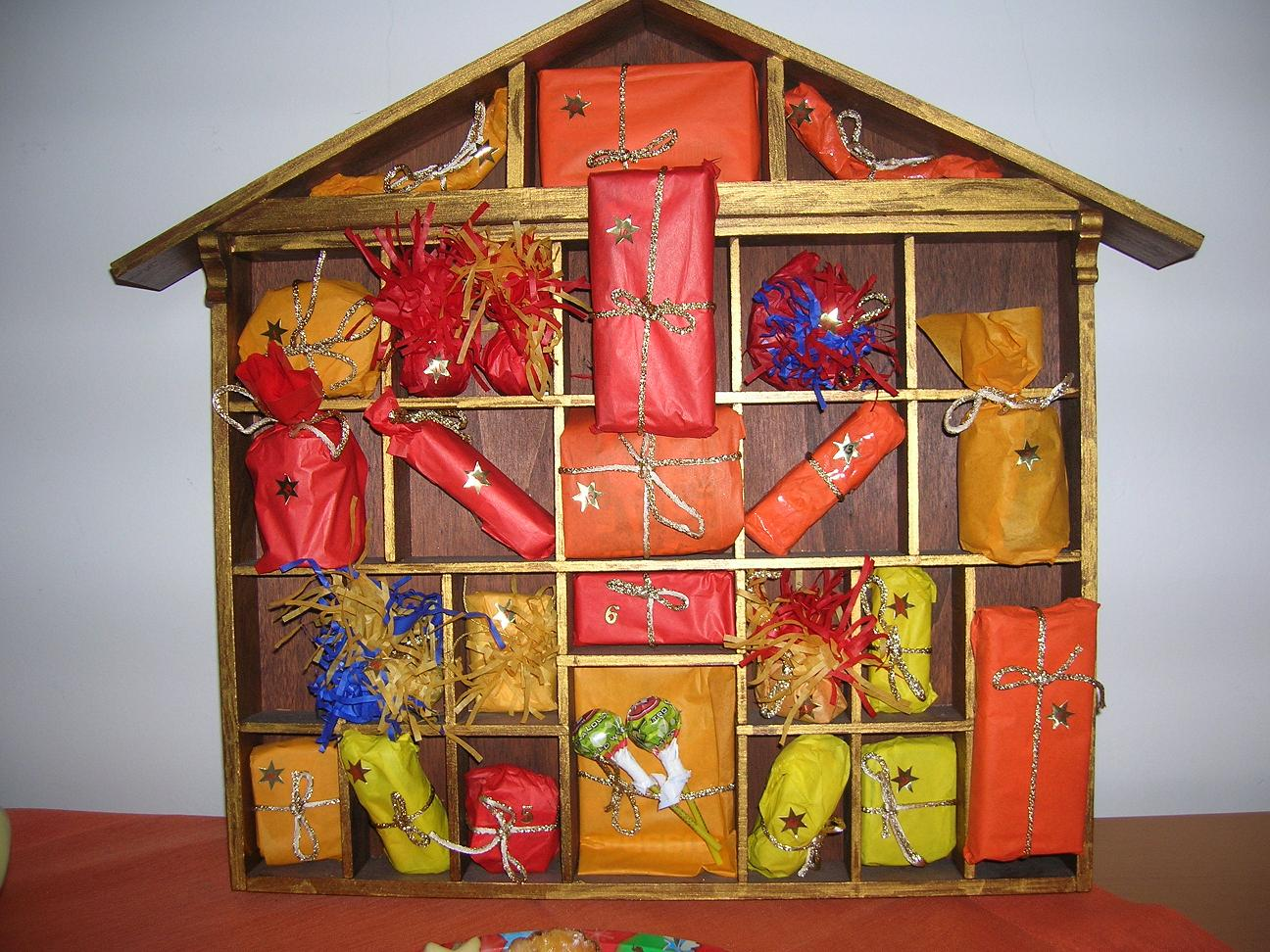
Adventní kalendář

### Hrnkové květiny
Hrnkové květiny bývají často prodávány v obalech s vánoční tematikou, nebo dozdobeny dekoracemi, posypány glitry, v některých případech nastříkány (živé rostliny!) pestrými barvami.

### Adventní parter
Adventní parter je název pro podlouhlé aranžmá v nádobě v níž jsou umístěny nejméně tři svíčky. Okolí svíček je upraveno chvojím a dekoracemi jako stuhy, baňky hvězdy a podobně. Svíčky v adventním parteru mohou být různě seskupeny, nebo rozmístěny. Samotná nádoba může být zhotovena z různých materiálů od plechu, plastu, keramiky, přes proutí až po dřevo. Rozeznávacím znakem je podlouhlý tvar a obvykle čtyři svíčky.

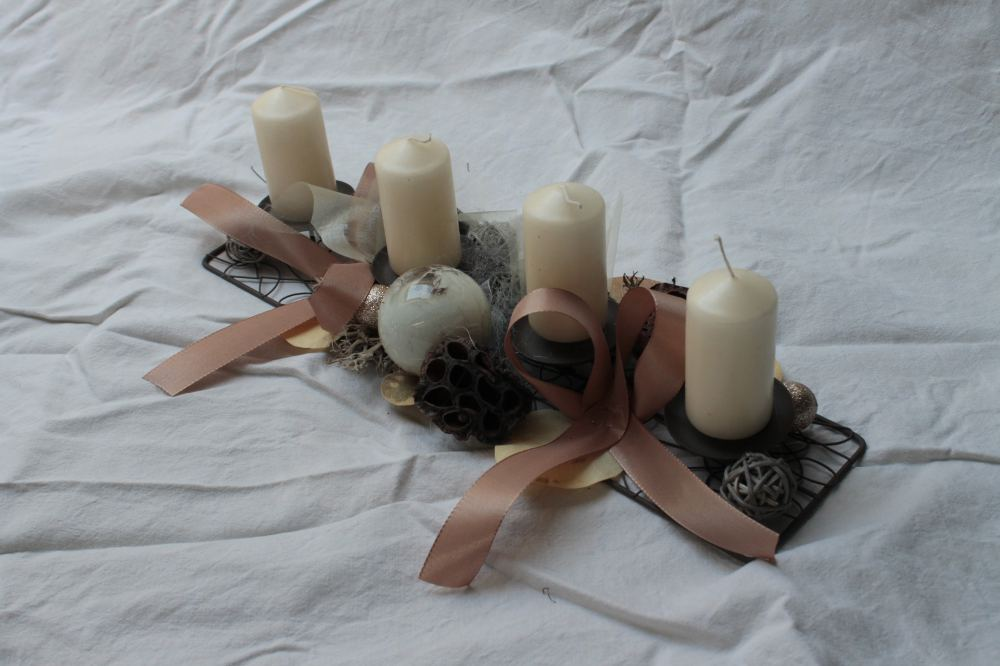
Adventní parter
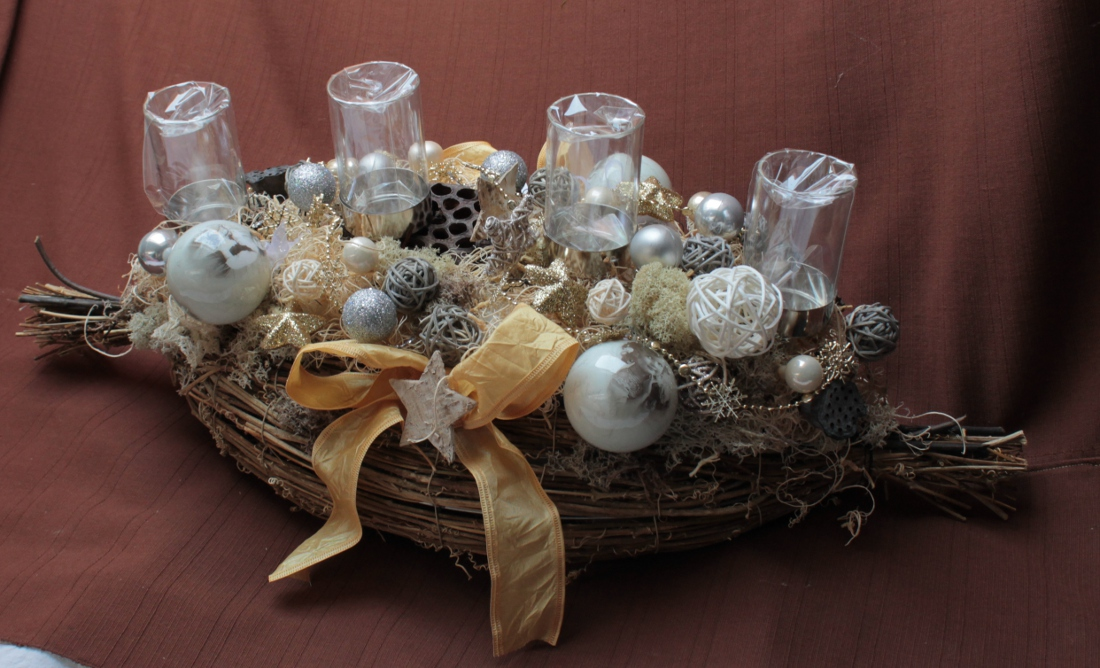
Adventní parter
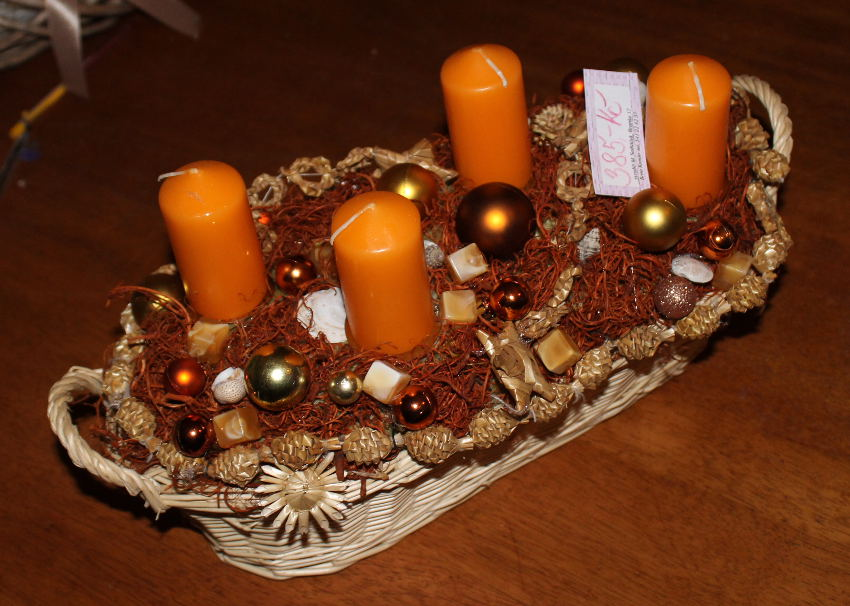
Adventní parter
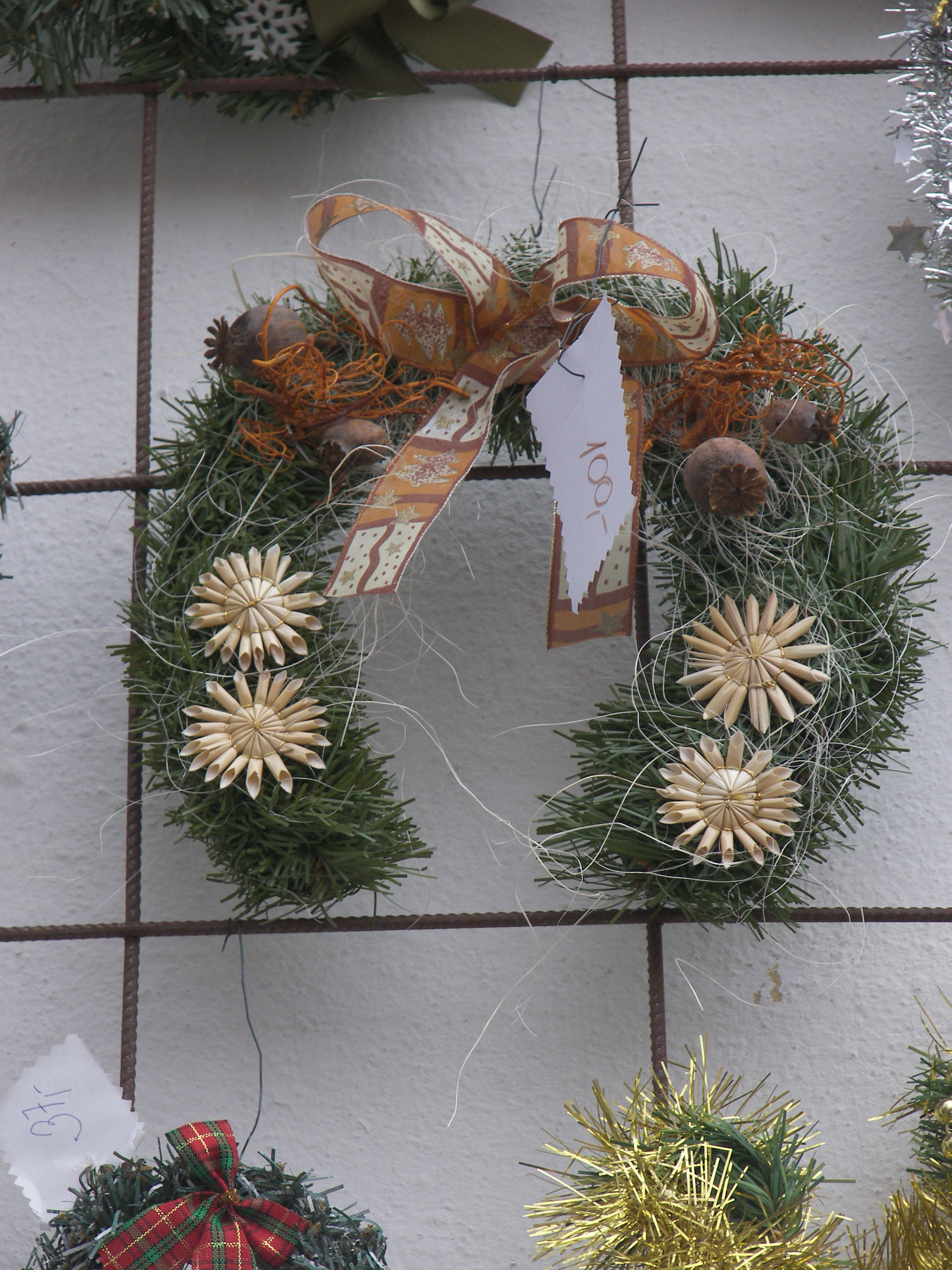
Ozdoba na zavěšení – podkova
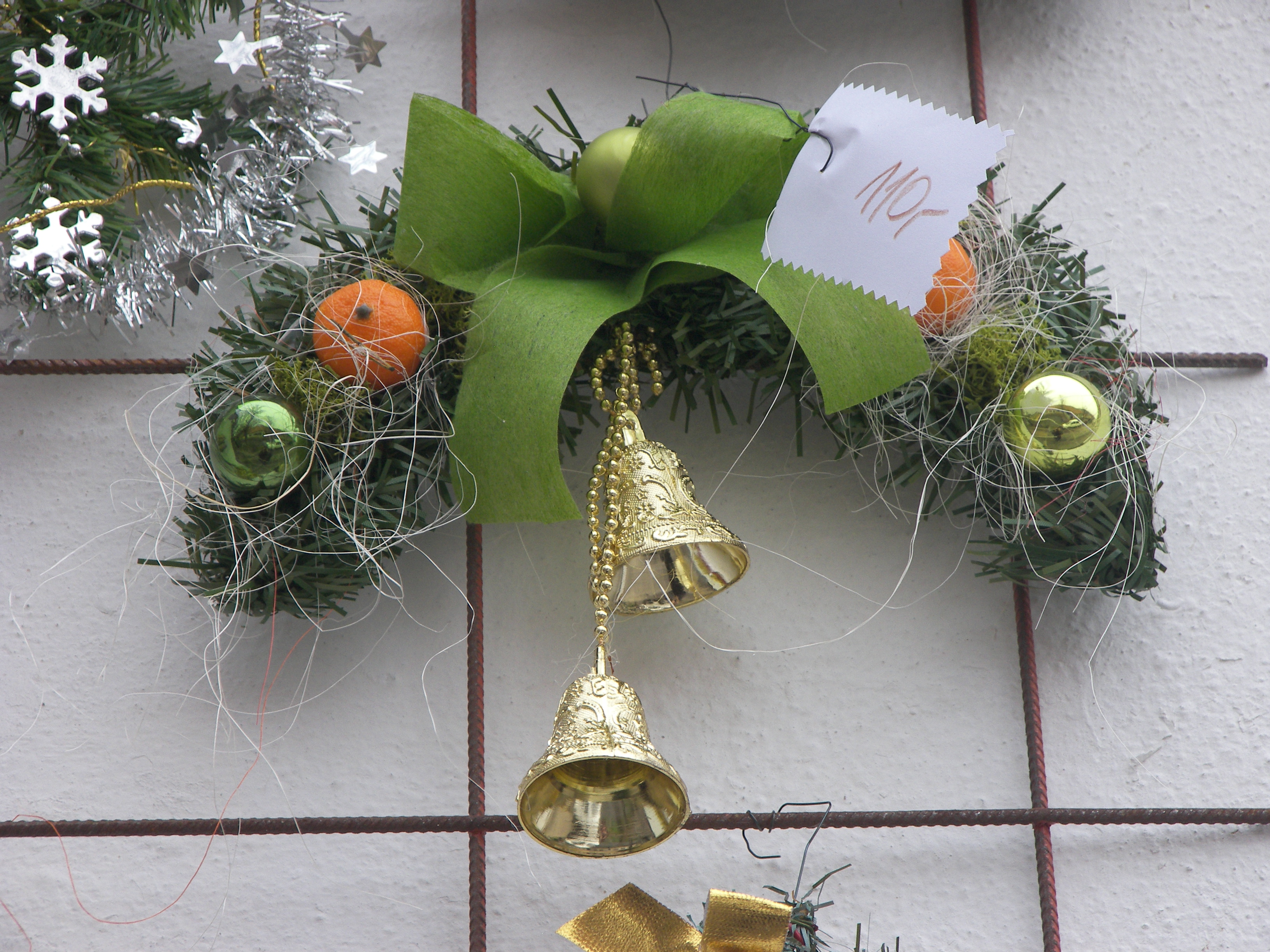
Ozdoba na zavěšení – oblouk

### Adventní kalendář
Je součástí výzdoby zejména v domácnostech s dětmi. Kalendář slouží k odpočítávání dnů adventu ke Štědrému dnu. Je obvykle zhotovován jako celek s čísly označujícími dny do Vánoc pod kterými se skrývají sladkosti nebo hračky. Někdy bývají kalendáře zhotoveny floristy. K skrývání objektů jsou použity malé krabičky. celková konstrukce bývá z drátěného pletiva či pevného papíru.

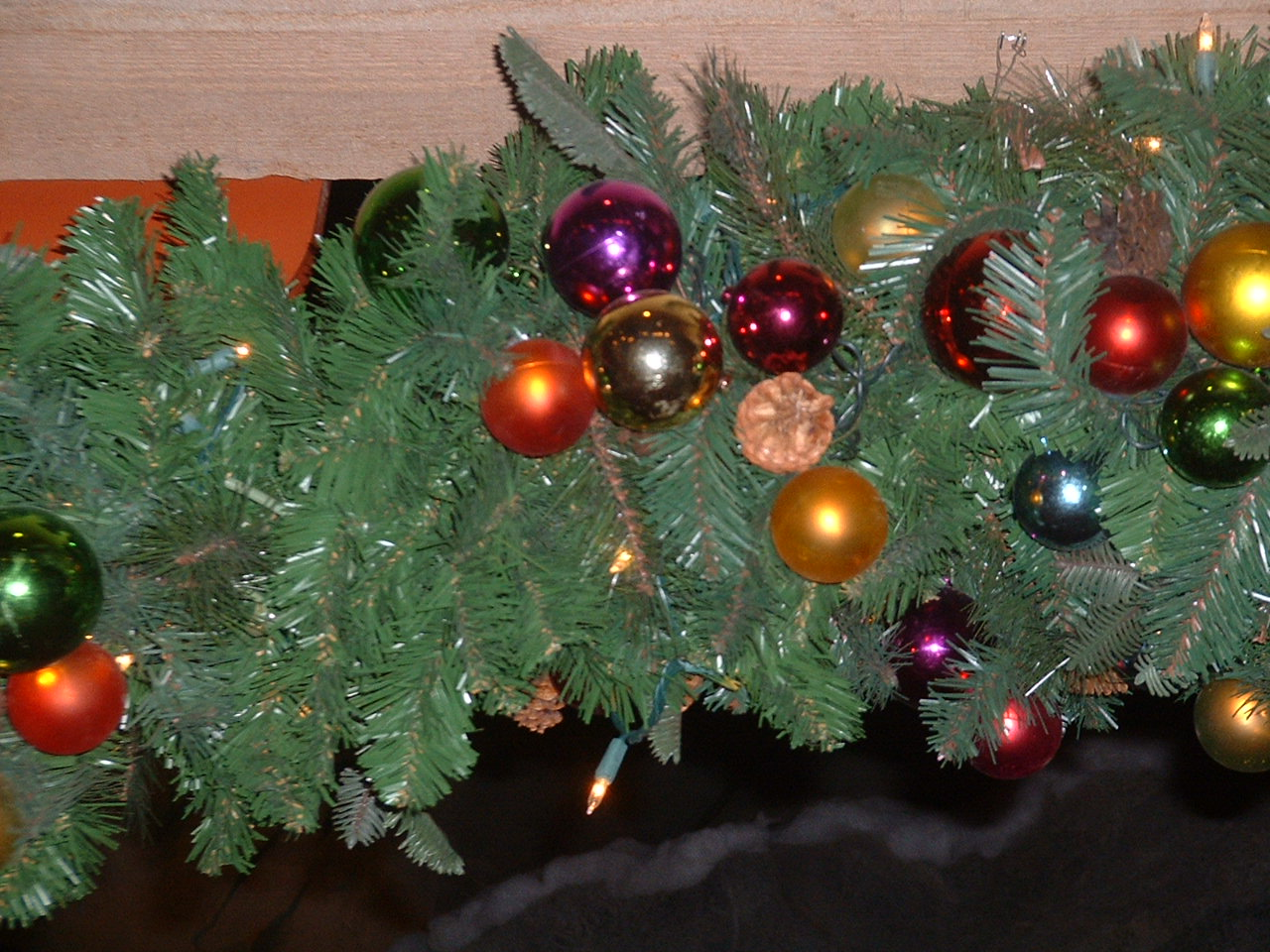
Část zdobené vánoční girlandy

### Girlandy
Girlandy (neboli věncoví) bývaly častou vánoční ozdobou exteriéru i interiéru domů. Vánoční girlandy se dělaly nejčastěji z chvojí nebo z více druhů materiálů, a to obvykle namotáváním materiálu na šňůru, lano nebo drát.
„Věncoví je pás nebo lemovka, zhotovená ze vždyzelenů… …aby svojí zelení, ladně zavěšenou v různých kombinacích, ovinováním kol sloupů a zábradlí, zrcadel, balkonů… …přispělo k výzdobě předmětů které by jinak mrtvě působily, nebo aby jim dodalo náležité svěžesti,… …upozornilo, že výzdobou touto se jedná o radostnou nebo slavnostní náladu.“(Josef Vaněk, 1928)

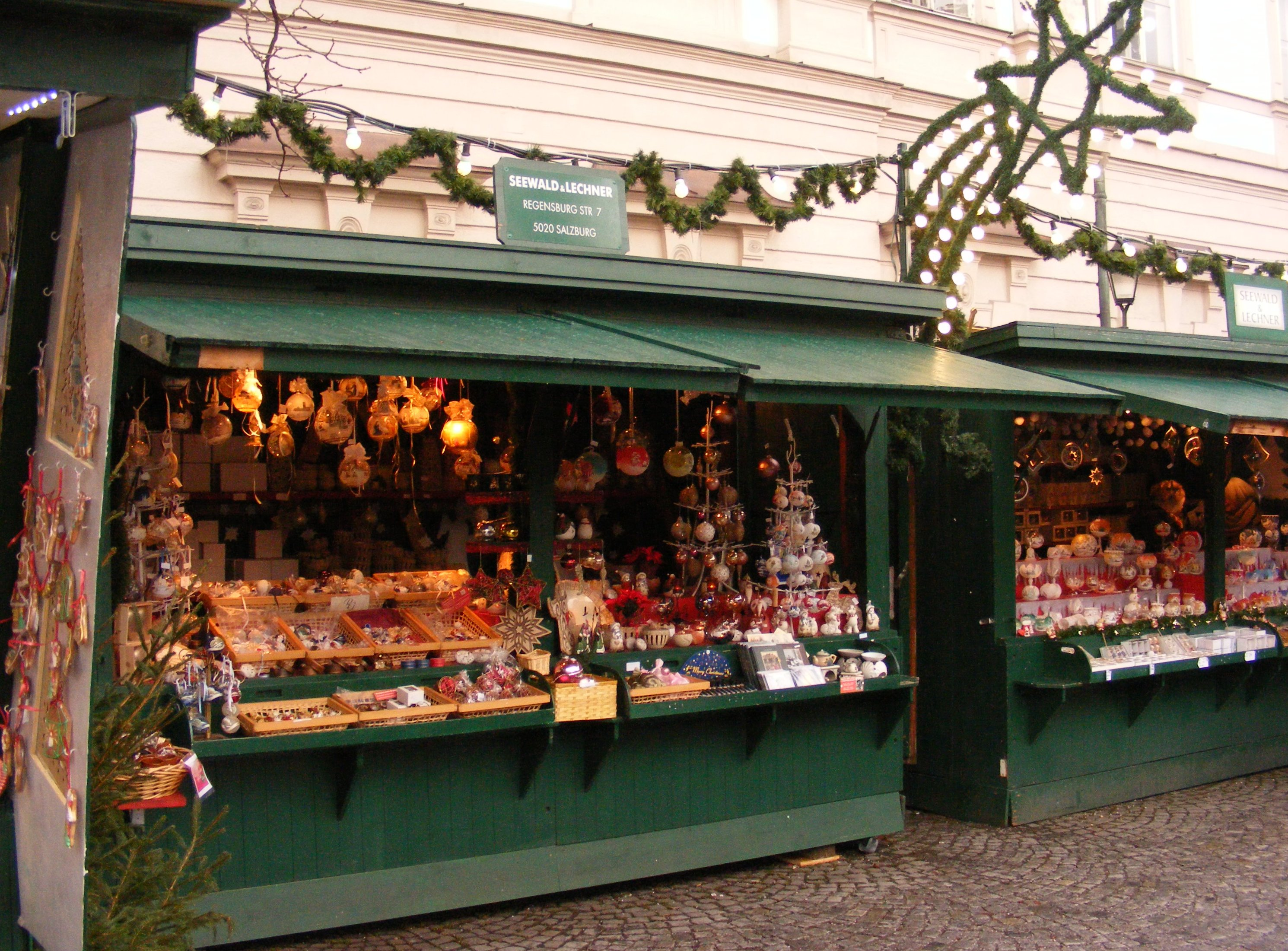
Girlandy a Vánoční trhy v Salzburgu

Odborná literatura z druhé poloviny 20. století uvádí že se girlanda nevyvazuje na podložku, je používán motouz nebo drát.
Josef Vaněk v roce 1928 zmiňuje jako příklad vhodného materiálu „mahón, buxus, Asparagus, jedli, buk, dub“. Učebnice floristiky zmiňuje také použití řezaných květin na vánoční girlandu. Jako materiál na který se navazuje bývá uváděn drát nebo silný motouz. Učebnice floristiky ale také zmiňuje, že jako základ vánoční girlandy mohou posloužit výhony popínavých rostlin, například chmele, nebo přísavníku (psího vína).
Girlandy musí být zhotoveny pečlivě a pevně, protože se s nimi často manipulovalo a musela odolávat tvarovým změnám. Jejich profil by měl být stejný nebo pravidelně tvarovaný. Vaněk zmiňuje možnost upravit tvar nůžkami, protože tvar musí být pravidelný a stejnosměrný, s tím, že nestejnosměrnosti (zřejmě má na mysli nestejnoměrnosti, nepravidelnosti) působí rušivě.
Na obou stranách girland byly zhotovovány úchyty, které se obvykle spojovaly při skladování a transportu.
Někdy je girlanda zhotovována proplétáním z několika prutů či větví. Aranžér vytvoří základní kostru a do ní jsou vplétány další materiály. Uvádí se i možnost zhotovit girlandu přilepováním materiálu na konstrukci.[21]

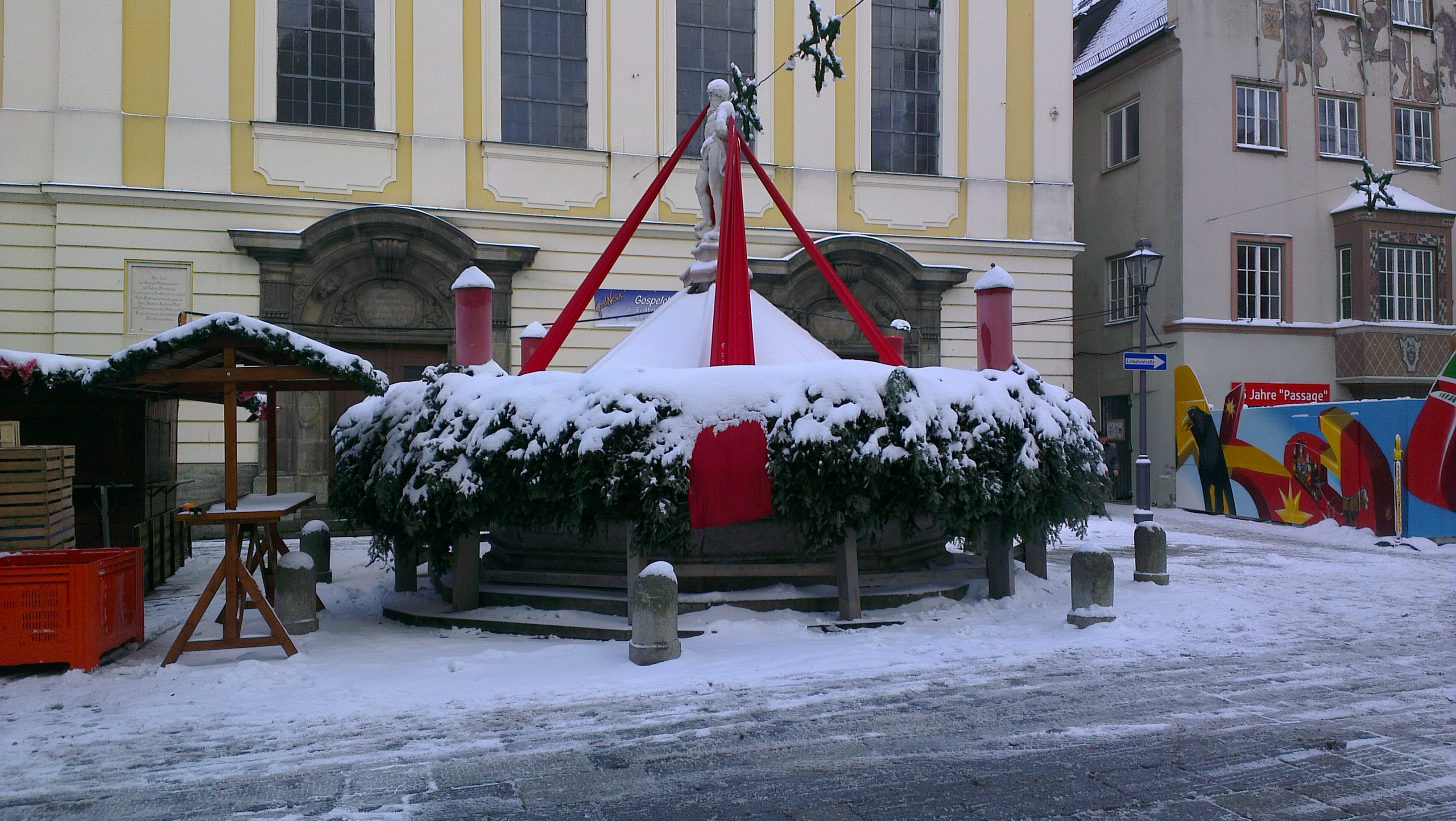
Adventní věnec v Kaufbeuren

V publikaci Floristické techniky je uváděn čas k zhotovení namotávané girlandy o délce 2 metry, zhotovené z živého chvojí s přízdobami, včetně přípravy veškerých materiálů, 60–80 minut.[22] K zhotovení vypichované girlandy o délce 6,5 metrů, zhotovené z řezaných rostlin a zeleně, včetně přípravy veškerých materiálů, stejná publikace uvádí potřebný čas 80 - 100 minut.[23]
U girland v exteriérech je třeba počítat s vlivem povětrnosti, zejména srážek, které mohou girlandu zatížit a poškodit. Většina přízdob bývala vlivem počasí nevratně poškozena, s tím je třeba počítat i u výzdob girland z umělého chvojí. Živé materiály mívají, mimo girland připravovaných na Vánoce velmi krátkodobou životnost. Některé girlandy z květů, používané při stolování, mohou být esteticky znehodnoceny již během několika hodin. Girlandy jsou výrazným estetickým doplňkem, ekonomické použití takových ozdob je však třeba zvážit a přizpůsobit výběr materiálu záměru.

### Vánoční svícny na hrob a do interiéru
Svícny jsou určeny jako ozdoba hrobu nebo interiéru. S ohledem na rozdíl v prostředí, bezpečnost a konvence je možné zohlednit způsob provedení a dekoraci svícnu.
Jde o svícny zhotovené na podložku s tím že základ je namotáván a do takto vytvořeného základu je dopíchán další materiál.
Na podložku ze dřeva (dřevěná destička čtvercového tvaru a kolmo umístěný hranol) bylo namotáno delší chvojí (sukně), a kratší chvojí (na sloupek). Do prostoru byly mezi sloupek a sukni byly vypíchány větší větve tak, aby celek vypadal jako kompaktní víceméně kónický tvar. Takto vytvořený podklad býval ozdoben ze tří, ze dvou nebo jen z jedné strany. Na sloupek byla umístěna vysoká kónická svíce, takže celkově byl svícen poměrně velkou dekorací, nezřídka přes 50 cm.

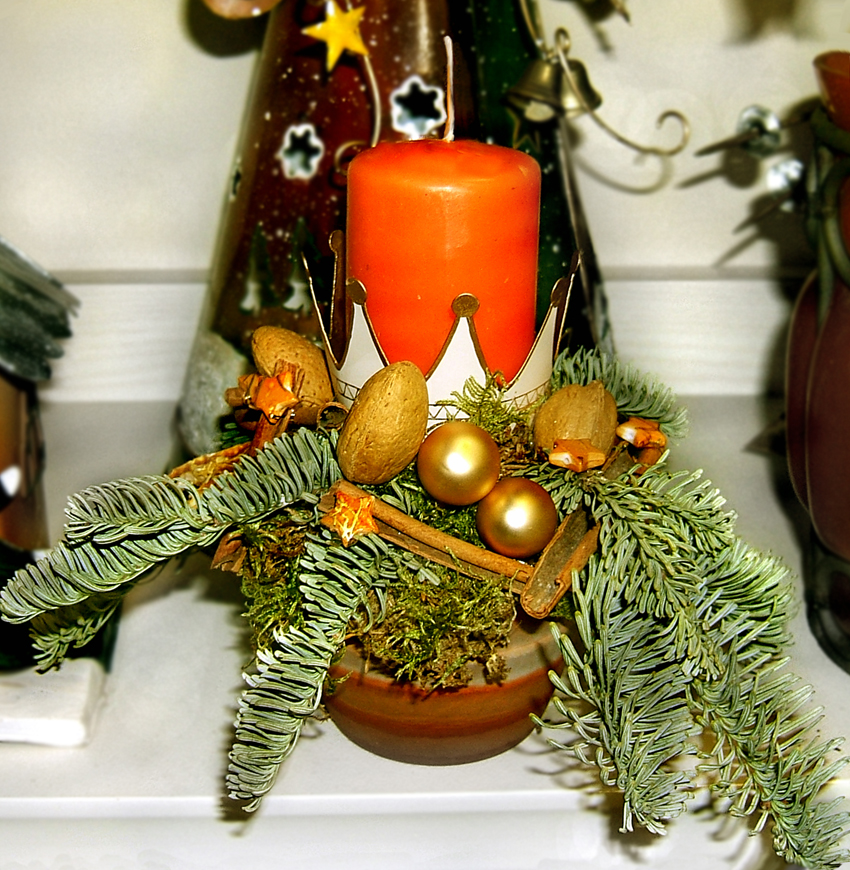
Vánoční svícen na stůl
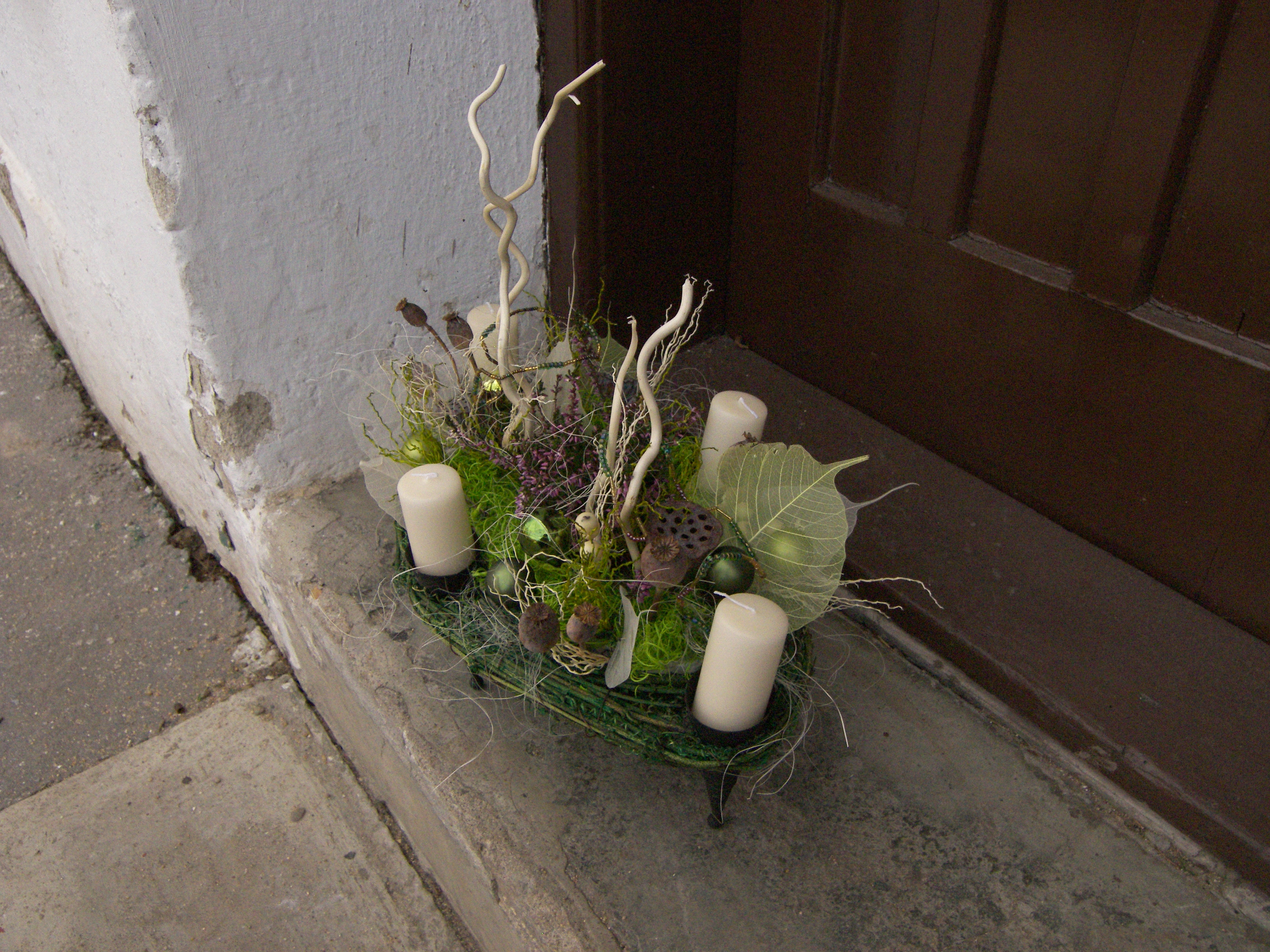
Vánoční svícen použitelný jako adventní věnec
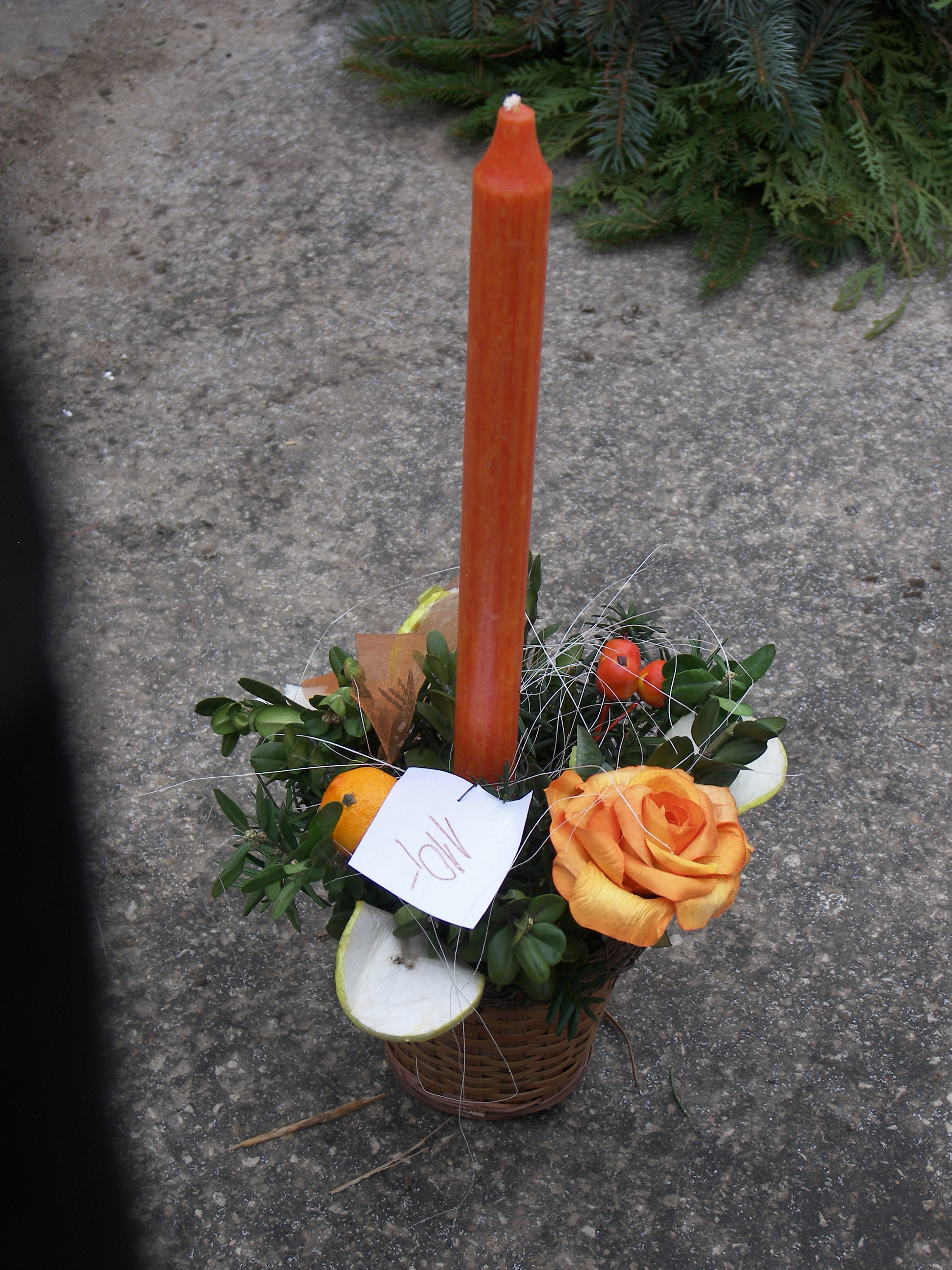
Vánoční svícen na stůl
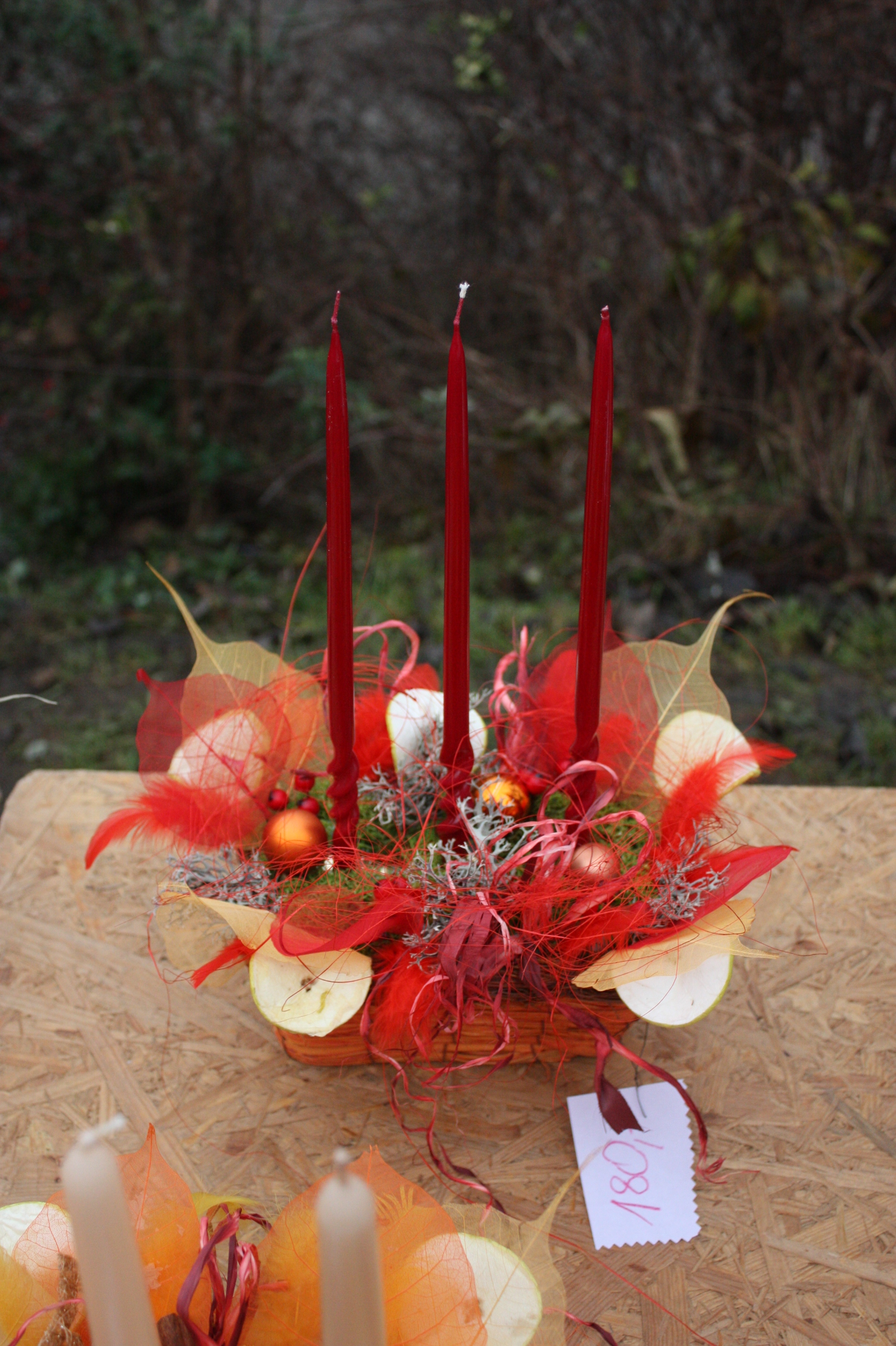
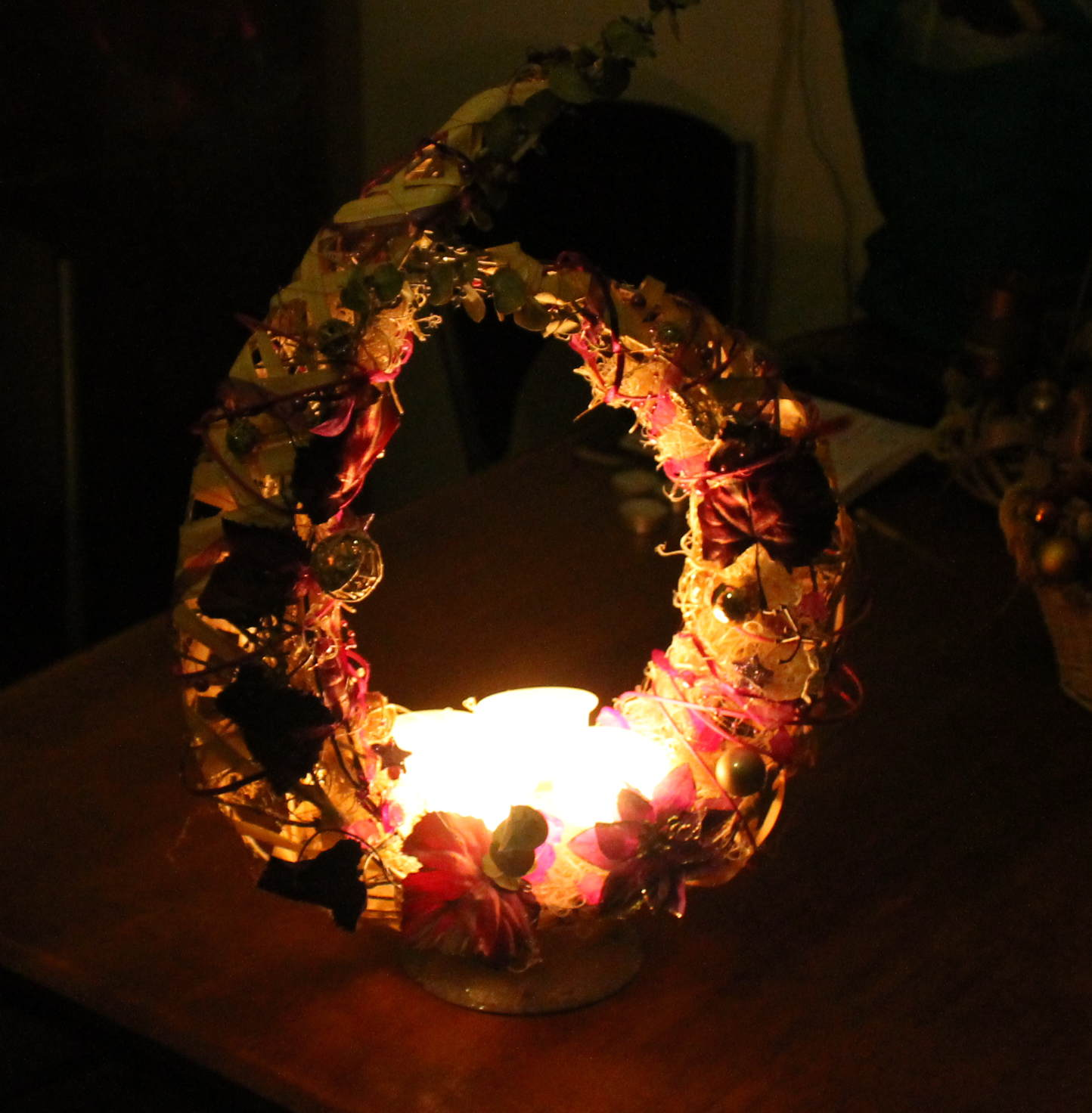
Vánoční dekorace na stůl se zapálenými svíčkami

Tyto svícny bývaly méně často zhotoveny i dvou-, tří- nebo čtyřramenné a celkově impozantní výrobky vysoké i metr. Na přelomu století začaly být používány tzv. nekapající svíčky, takže ozdoby byly dlouho dekorativní. Předtím někdy docházelo k zapálení celého svícnu na hrobě kvůli suchému chvojí politému parafínem.
Uvedená verze výrobku byla nahrazena svícnem s chvojím vypíchaným do plastového podkladu s nebo bez florexu. Výrobek bývá obvykle velký něco přes deset centimetrů. Podobně, do plastového podkladu, bývají zhotovovány i vánoční svícny do interiéru. Vhodné vánoční svícny do interiéru musí mít bezpečnostní prvky.

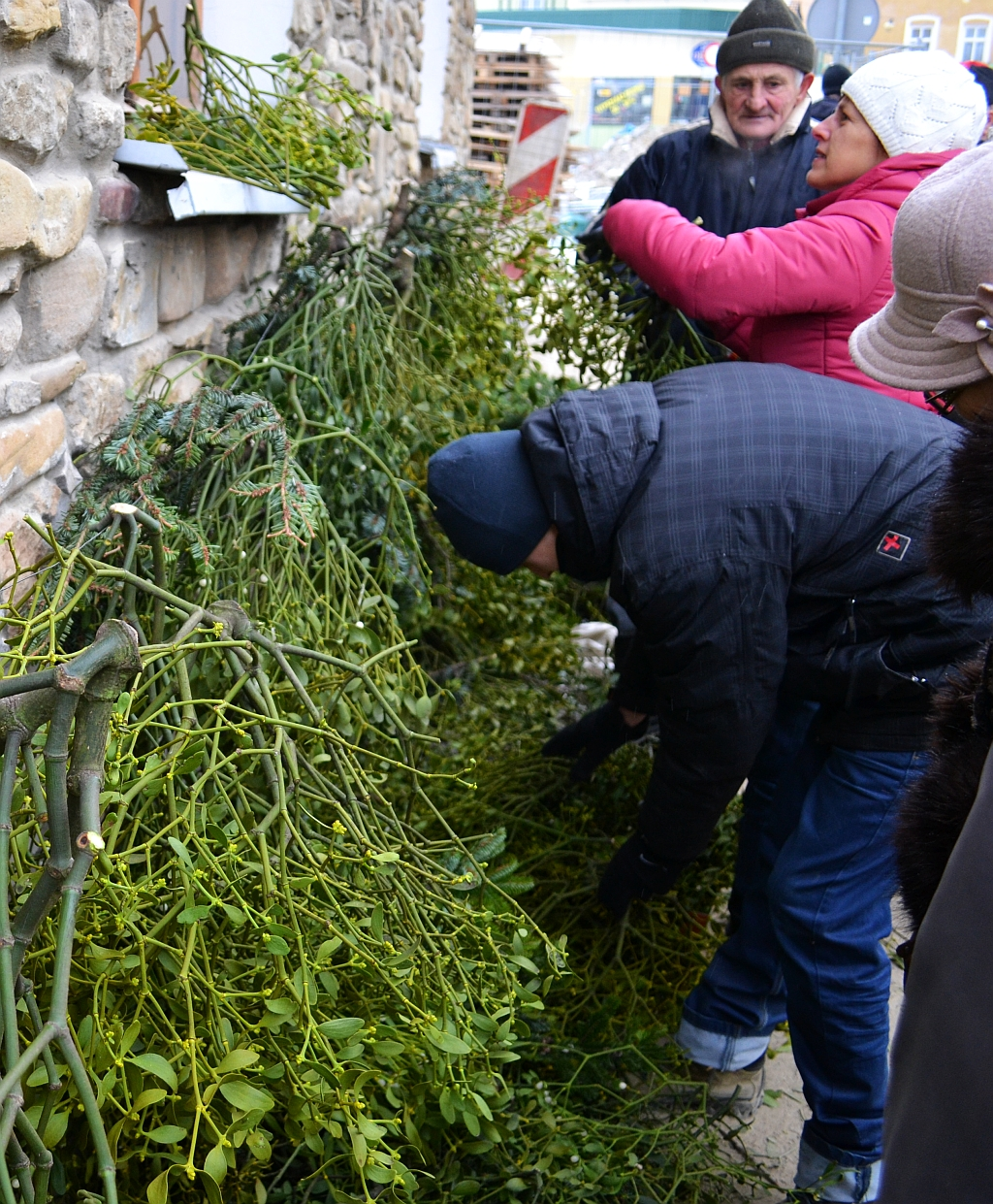
Prodej jmelí

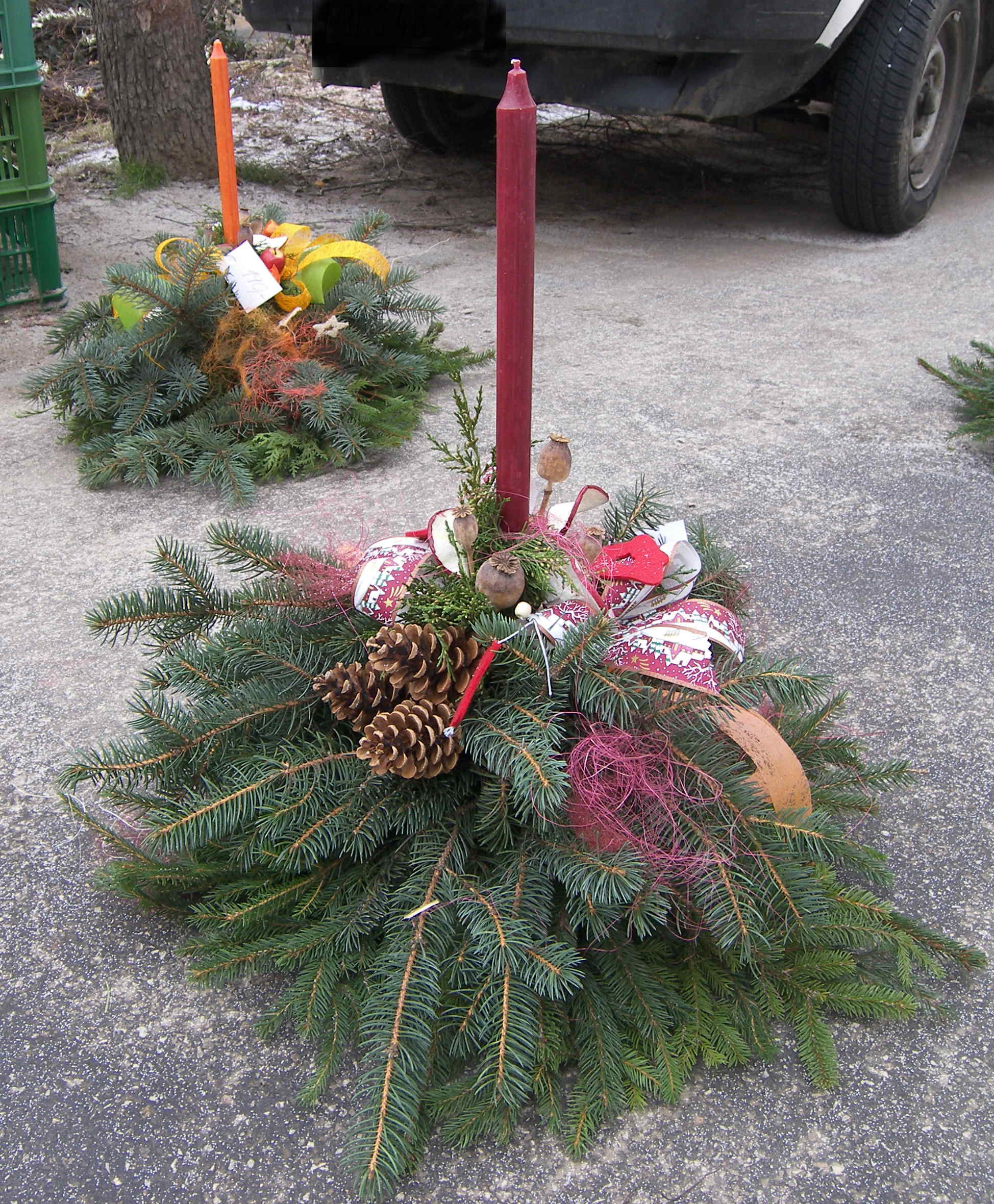
Svícen na hrob
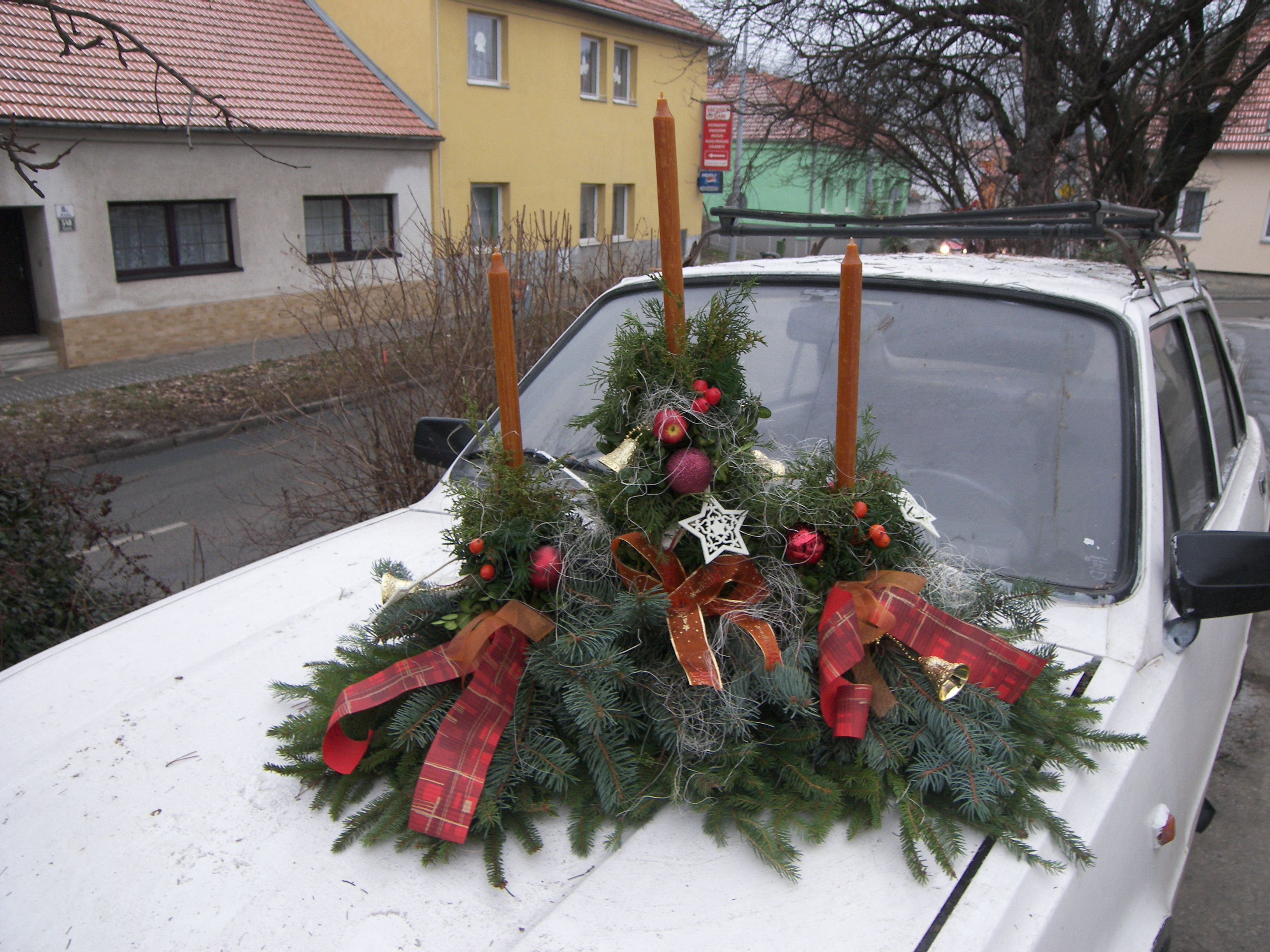
Svícen na hrob
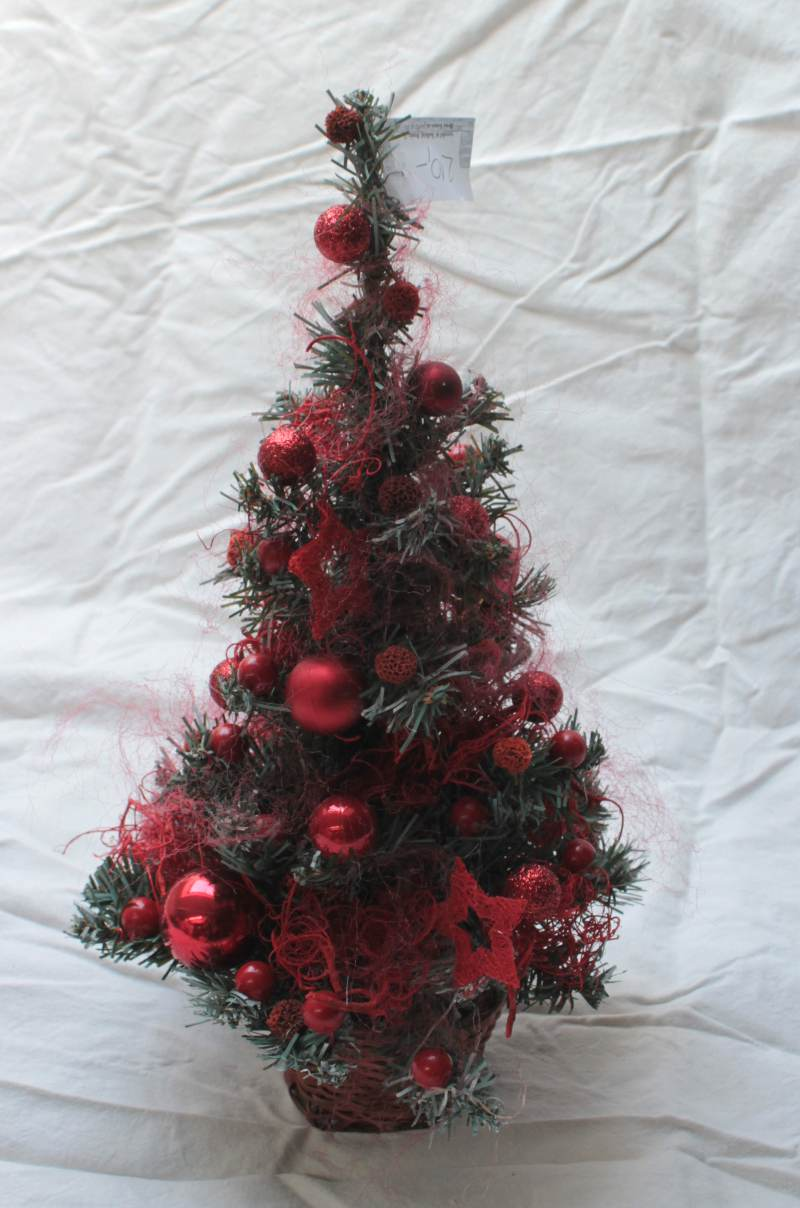
Stromek z plastu
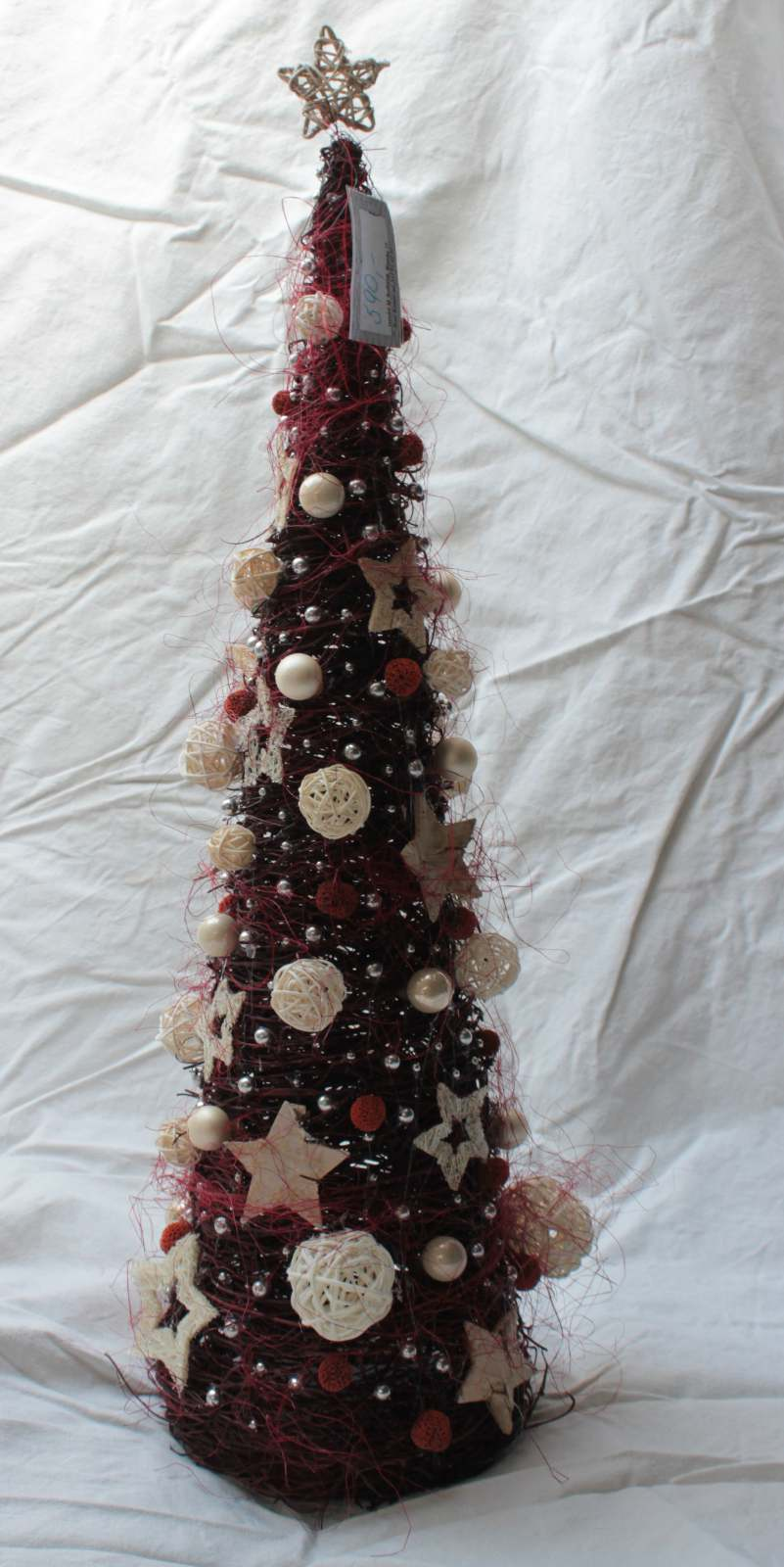
Kónus z proutí a kovu, evokující stromek

### Vánoční kytice
Používá se k dekoraci interiérů a hrobů. Vhodným materiálem jsou větve stálezelených dřevin. Ideální jsou nepravidelné větve borovic, především velmi dekorativní borovice lesní. Také mohou být použity zlacené či stříbřené větve některých opadavých dřevin (bříza, olše). V případě použití zlacených větví opadavých dřevin bývá častěji použito i zlacené nebo zelené jmelí.

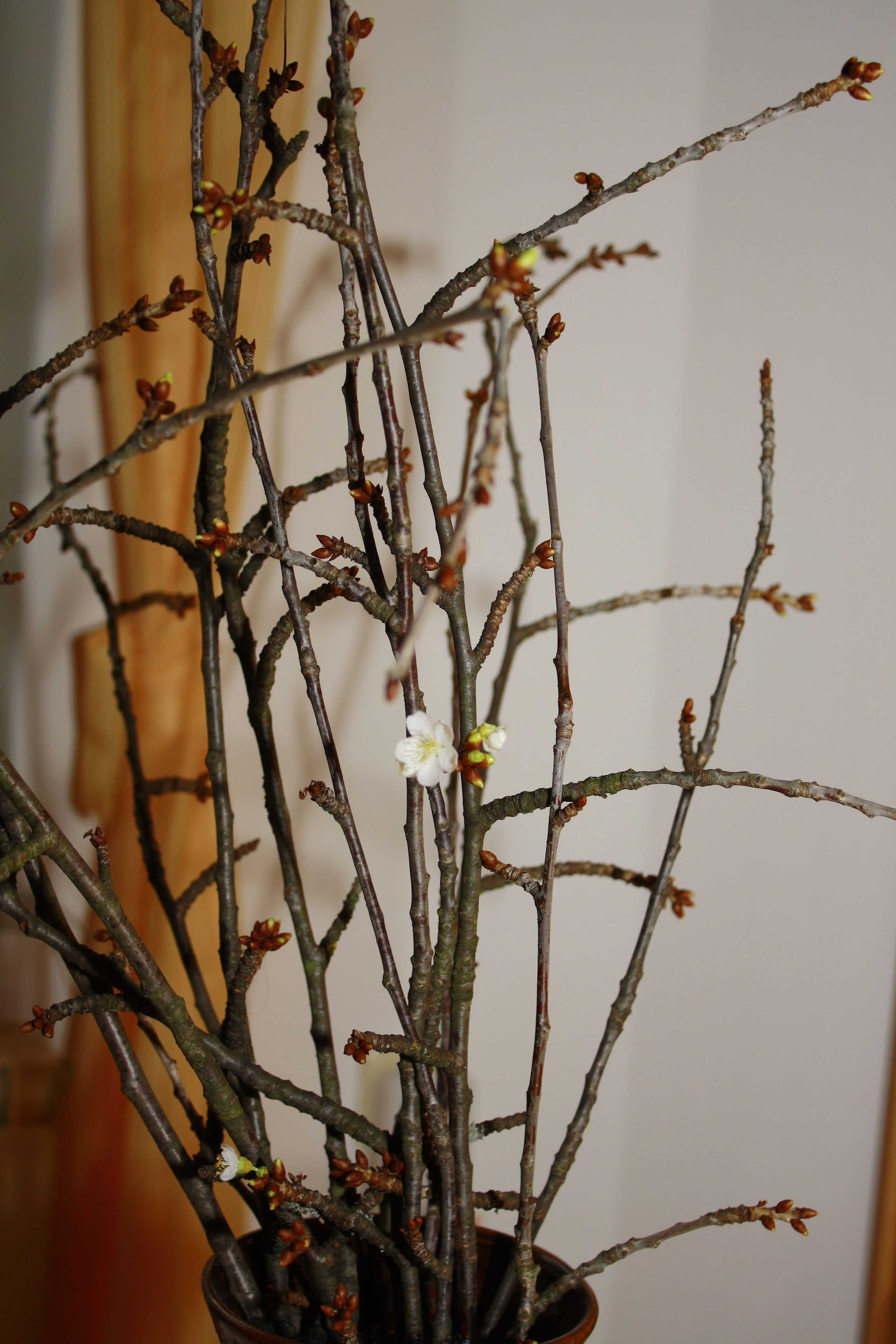
Rozkvétající barborky

Jmelí je poměrně často prodáváno i v samostatných kytičkách pro zavěšení mezi dveře, pod lustr nebo jako doplnění vlastnoručně připravené kytice.
Doplnit do vánoční kytice lze rychlené kvetoucí dřeviny jako slivoně, třešně, zlatice a podobně, což se ale děje spíše zřídka. Celé aranžmá bývá ozdobeno zlatými nebo jinými řetězy a přízdobami.
Ačkoliv během 20. století bývala vánoční kytice běžnou a vyhledávanou součástí výzdoby domovů a hrobů, prodeje na počátku 21. století jsou zanedbatelné.

### Dekorace při stolování
Při dekoraci stolu mohou být mimo dekorací ve formě věnce nebo svícnu použity ještě další ozdoby, jako ozdoby jídelních příborů a ubrousků, talíře, ubrusu. Centrálně umístěná dekorace nemá bránit výhledu stolujících, může být provedena jako štóla, vánoční parter, frýz, adventní věnec nebo svícen. Je možné provést přízdobu příborů, ubrousků, talíře a přizdobit i židli nebo sklenici.

### Jiné dekorace
Drobné imitace vánočních stromků, malé vypíchané nádoby a svícny se dvěma nebo jednou svící jsou častou levnou ozdobou domů, kterou si často zhotovují sami majitelé nebo levně kupují. Na konci 20. století byly v ČSSR moderní a velmi poptávané napodobeniny stromků zhotovené z baněk, plodů a sušeného materiálu, kónického nebo kulatého tvaru. S ohledem na cenu zhotovení takové ozdoby, jsou podobné dekorace na počátku 21. století téměř neprodejné. Napodobeniny vánočních stromků z proutí s vánočními ozdobami a větší vypíchané nádoby tak lze někdy vidět jako dekorace floristických prodejen nebo vzácně v některých jiných prodejnách.

## Bezpečnost
Výrobky obsahující svíčky musí být opatřeny bezpečnostními prvky zamezujícími požáru. Uvedené výrobky musí být opatřeny návodem k použití. U výrobků které nemají bezpečnostní prvky musí být označeny jako výrobky sloužící pouze k dekoraci a uveden návod k použití. Je třeba uvádět také informace které upozorňují na nebezpečí spolknutí drobných předmětů, nepoužívání výrobků nebo jejich částí jako potravin a podobně. Výrobky by neměly obsahovat toxické, životu nebezpečné a zraňující části.

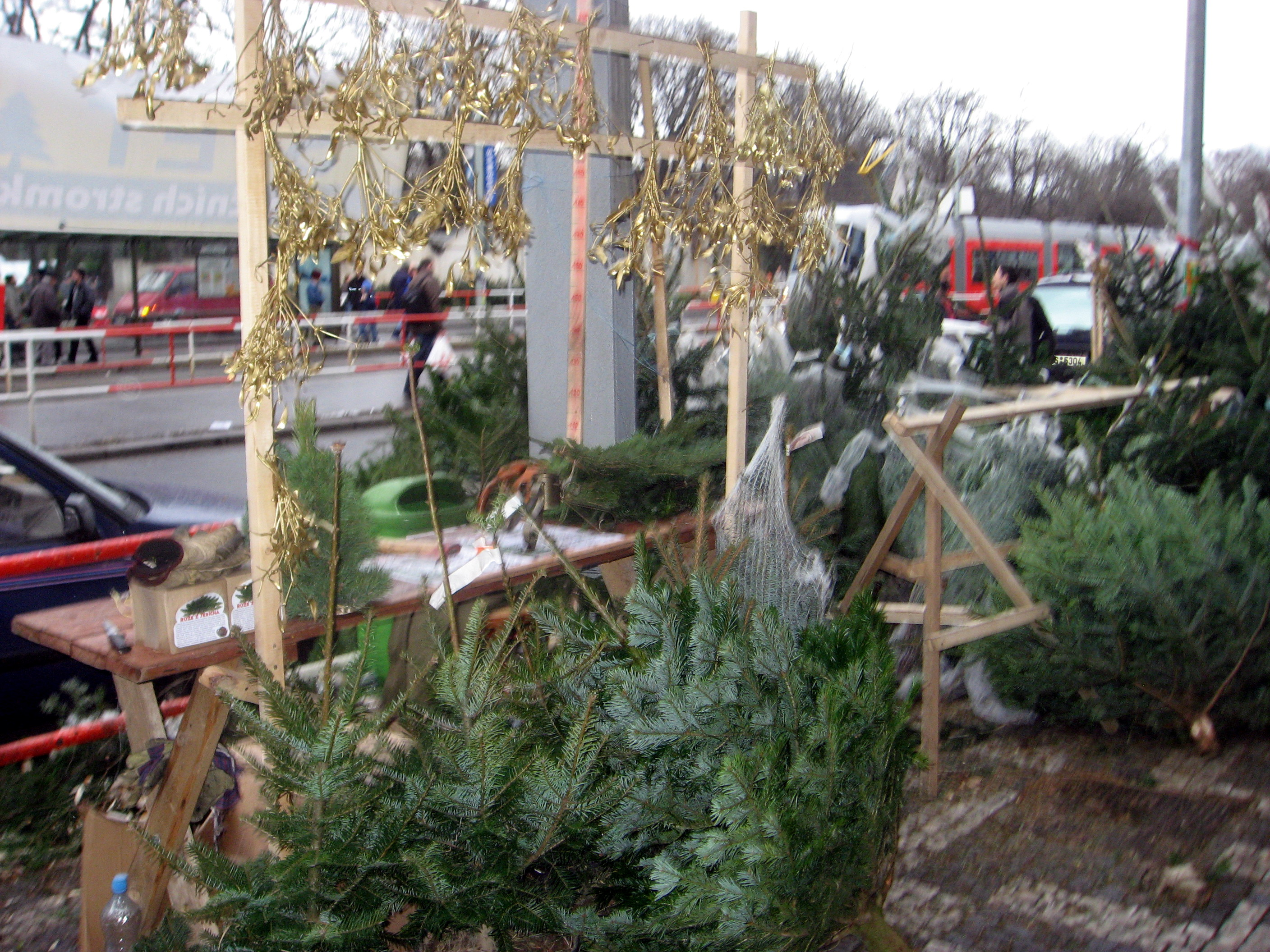
Prodej vánočních stromků a jmelí na Flóře

## Úskalí výroby, prodeje a použití vánočních dekorací
Většina vánočních dekorací je hořlavá. Jehličnany v teple rychle opadávají. Zvláště smrk, pseudotsuga. Některé jehličnany ačkoliv zasychají, neopadávají, ovšem jen málokteré zůstanou poměrně vzhledné i suché (např. jalovec čínský). V některých letech mohou být jehličnany více poškozovány suchem, chorobami, které pak způsobují rychlejší opad nebo reznutí jehlic. Skleněné ozdoby jsou snadno rozbitné. Jmelí prodávané jako jmelí bílé bývá dodavateli někdy zaměněno za ochmet evropský, který vypadá stejně ale rychle opadá, což způsobuje ztráty i maloprodejcům.

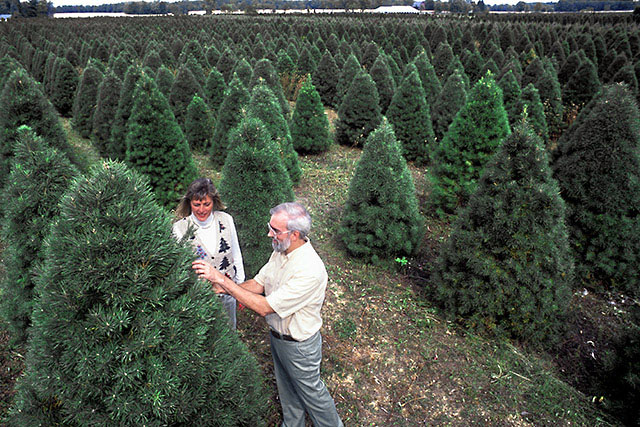
Kontrola chorob a škůdců u pěstovaných vánočních stromků (borovice) v Kanadě

Dekorace v některých barvách, zlacené, lesklé s některými vzory, červené hvězdy, kuličkové řetězy, stahovací stuhy, nejsou prodejné mnoho let, protože móda se mění. Zásoby přírodních materiálů pro vánoční dekorace podléhají zkáze. Nakoupené sušené plátky ovoce, ale i plody a preparované sušené materiály jsou (dříve nebo později) poškozeny a zcela zničeny hmyzem. Některé rostlinné materiály preparované oleji se během času samovolně rozpadají. Slaměné výrobky, sušené plody a napodobeniny plodů ničí myši. Výraznými pachovými značkami, močí a výkaly nezabezpečené skladované materiály a silně vonící chvojí (např. Abies concolor) znečišťují kočky. Ve vlhkých letech mohou být skladované materiály pro dekorace napadeny plísněmi, v suchých letech se některé sušené materiály samovolně rozpadají vysušením. Většinu materiálů chvojí po přízdoby je třeba kupovat – například sběr mechu v lese nebo stříhání chvojí v parku je zakázáno. Ani lesní podniky vždy nedokážou nabídnout chvojí v potřebné kvalitě nebo i množství a nemohou garantovat že již během používání nebude nepoužitelné. Průmyslově vyráběné vánoční zboží, především přízdoby i podklady, nebývají vysoké kvality. I dražší dovážené výrobky trpí zmetkovitostí.

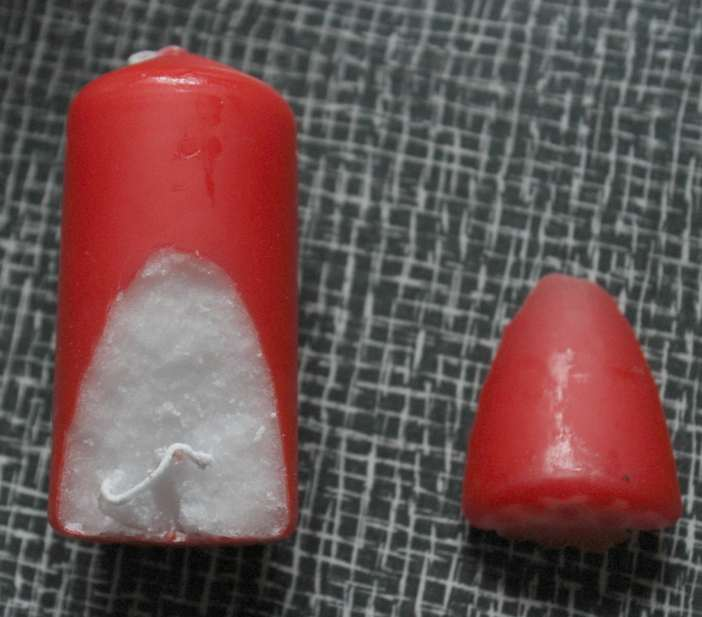
Častý druh poškození svíček

Svíčky, často s ohledem na způsob výroby, se rozlamují při napichování na bodec, čímž vznikají (při ceně svíček v 21. století) citelné ztráty. Při manipulaci s dekoracemi v mrazech se během doby rozlamují prakticky veškeré svíčky (především ale u typu „torpédo“) u svícnů na hrotech. Svíčky s metalizovaným povrchem se snadno poškrábou a jsou pak neprodejné.
Prodejem hotových vánočních výrobků se zabývá velká řada maloobchodních prodejců s jiným zbožím, například obchodní řetězce s potravinami nabízí hotové sériově vyráběné vánoční výrobky k dekoraci (různé kvality a ceny) ve velkém množství jako obohacení sortimentu běžného zboží. Sortiment velkoobchodů s aranžovacími materiály není nijak široký a ceny jsou, s ohledem na výsledné výrobky, vysoké. Zákazníci vyžadují vzhledné výrobky za velmi nízké ceny, jinak nenakupují, vánoční dekorace nepatří k zboží nezbytnému k životu. Prodejci vánočního a adventního zboží prodávají ve stáncích i během silných mrazů, dešťů a někdy v silném větru, což může poškodit prodávané zboží a podlomit zdraví zaměstnanců. Vzájemná konkurence prodejců někdy může vést k vzájemnému poškozování prodávaných vánočních dekorací. Mezi prodejci i různého zboží na trzích vznikají někdy spory o výhodnější místa. Zboží je při prodeji třeba zabezpečit proti krádežím a poškození vandaly.
V některých zemích vzniklo a působí hnutí bojující proti komercializaci Vánoc. Projevem boje proti komercionalizaci Vánoc je nenakupování vánočního zboží. Nevole ke komercionalizaci Vánoc je zřetelná i v ČR.

## Zvyky v souvislosti s vánoční vazbou
Políbení pod jmelím, barborky – nařezané třešně.